# Mercedes-Benz G 'Wolf'
De Mercedes-Benz G 'Wolf' (G - 'Geländewagen') is een militair voertuig van Mercedes-Benz, dat gebruikt wordt door de Koninklijke Landmacht en de krijgsmachten van vele andere landen.

De terreinwagen is een wielvoertuig en is een speciale ontwikkeling van de Mercedes-Benz G-Klasse. De standaardversies van het voertuig zijn ongepantserd en niet-amfibisch.

De Wolf is genoemd naar het dier.

## Geschiedenis

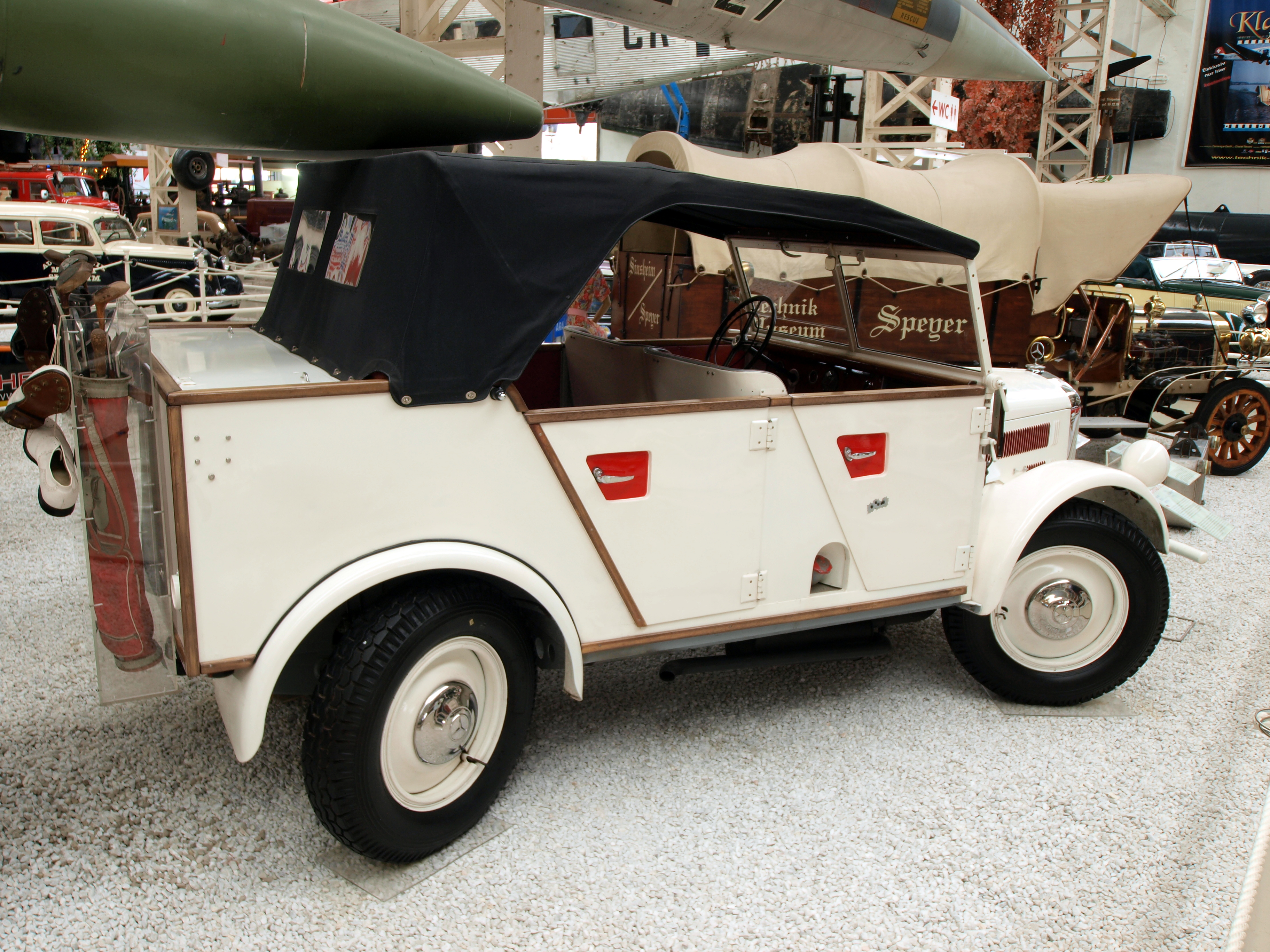
Mercedes G5 1938 (civiele variant "Kübelwagen")

Daimler-Benz en de Oostenrijkse fabrikant Steyr-Daimler-Puch (nu Magna Steyr) kwamen in 1972 de gezamenlijke ontwikkeling van een off-roadvoertuig overeen. Dit gebeurde op aandringen van de Sjah van Iran Mohammad Reza Pahlavi, die tot 18% van de Daimler Benz-aandelen bezat. De auto was in Iran bestemd voor grenspatrouilles en als militaire lichte terreinwagen.
De ‘G’ was het eerste vierwiel aangedreven model Mercedes, hoewel Mercedes in de Tweede Wereldoorlog al wel wat jeepachtige voertuigen bouwde zoals een militaire variant van de G5 (378 gebouwd van diverse varianten tussen 1937 en 1941), de G5 ‘Wehrmachtwagen’.:p21
Het eerste prototype van de ‘G’ was gereed in 1974. Productie begon in 1979 en de G-Klasse kwam ook in 1979 op de markt tegelijk als civiele terreinwagen voor particuliere klanten en als een militaire terreinwagen..
De eerste bestellingen voor de militaire versie waren al in 1978 geplaatst en kwamen van de Bundesgrenzschutz (West-Duitse grenspolitie), het Argentijnse leger en het Noorse leger.:p45 De Nederlandse krijgsmacht gebruikt het voertuig sinds 1992.
Sinds 2014 bestaat er ook een 6×6 variant. Deze heeft een dubbele achteras, en is o.a. in gebruik bij de Australische strijdkrachten.
Mercedes heeft toegezegd de productie van de standaard militaire G-voertuigen voort te zetten tot 2025.

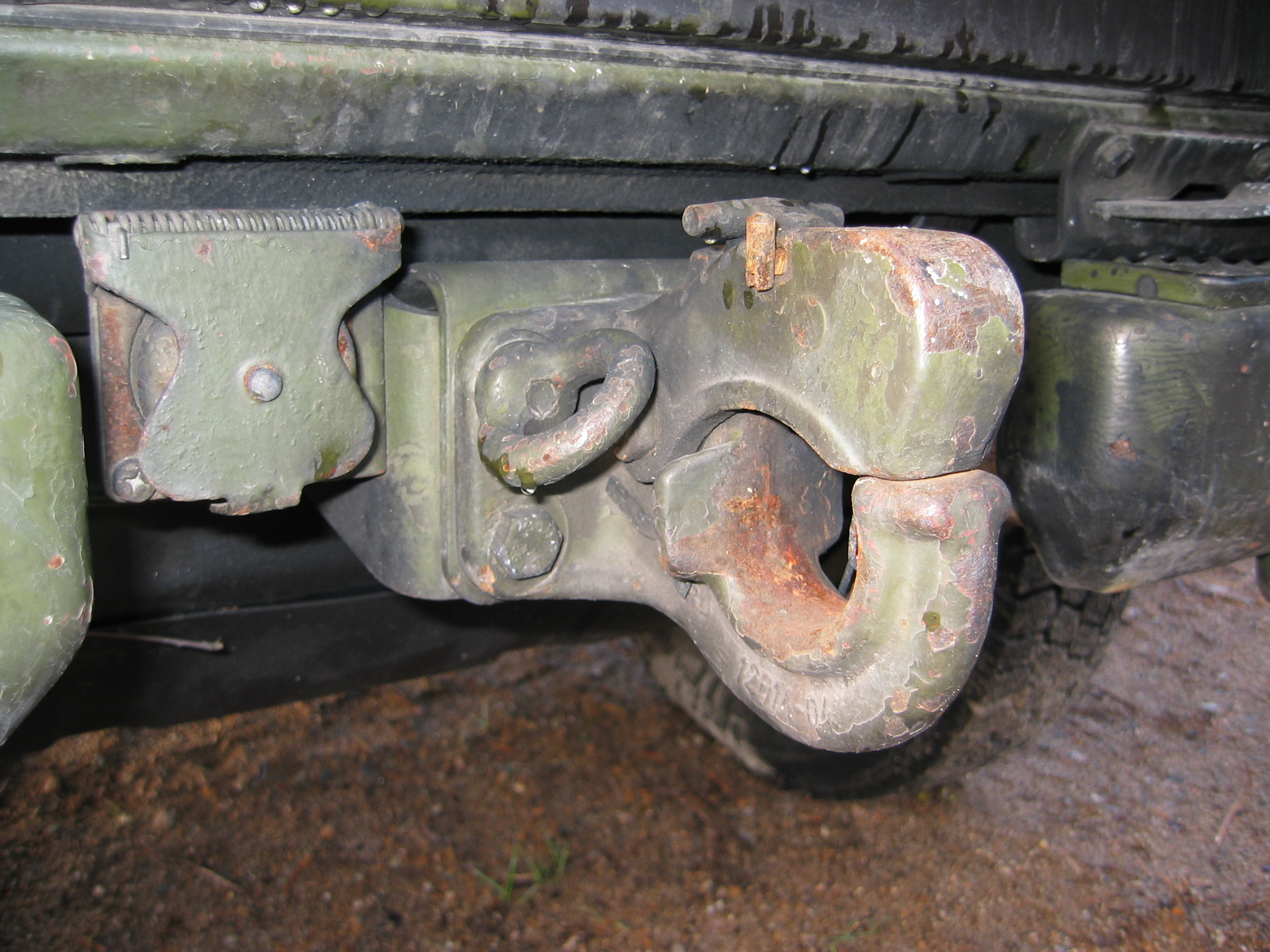
NAVO-trekhaak op een Duitse Wolf

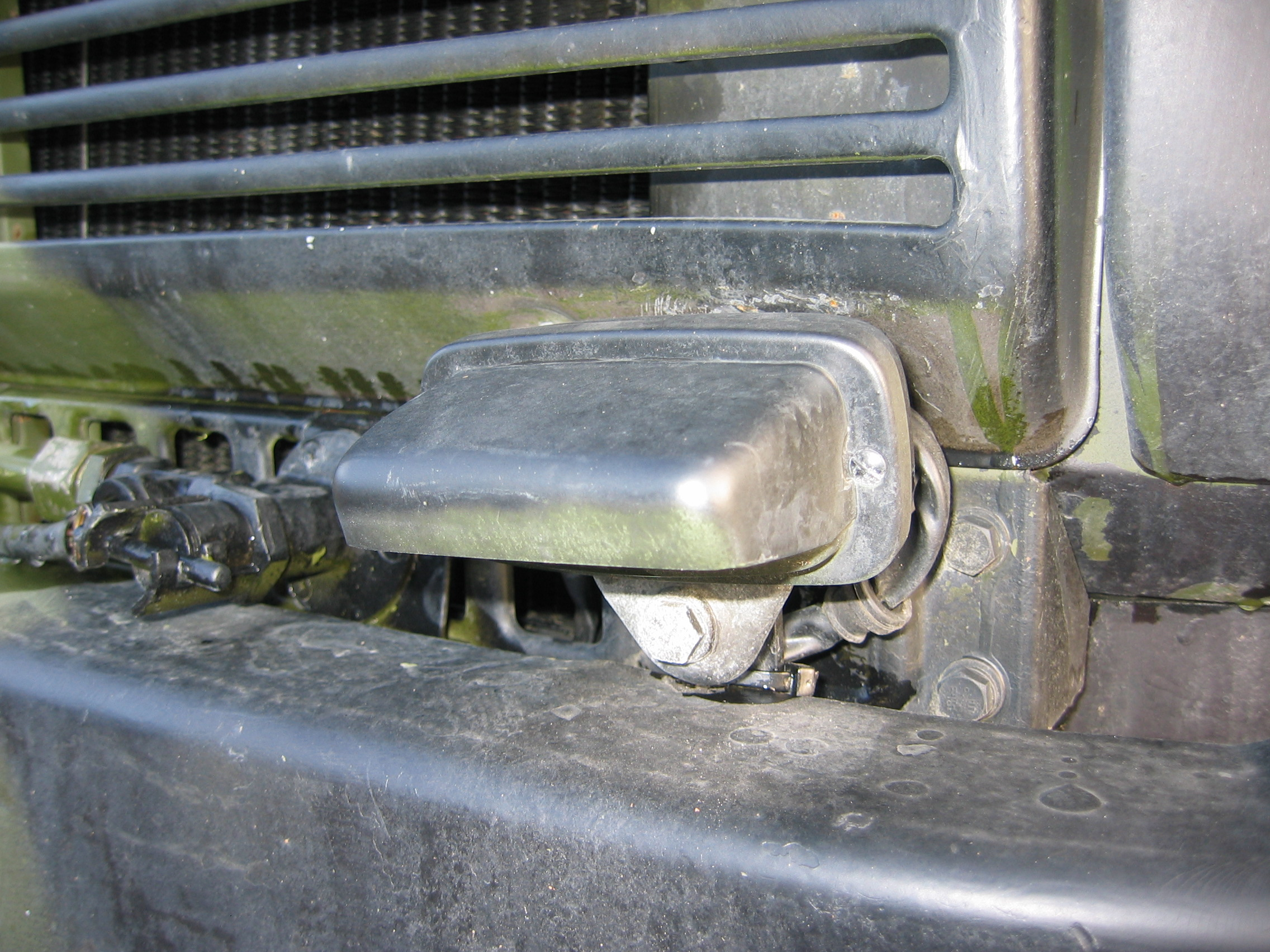
Oorlogsverlichting op een Duitse Wolf

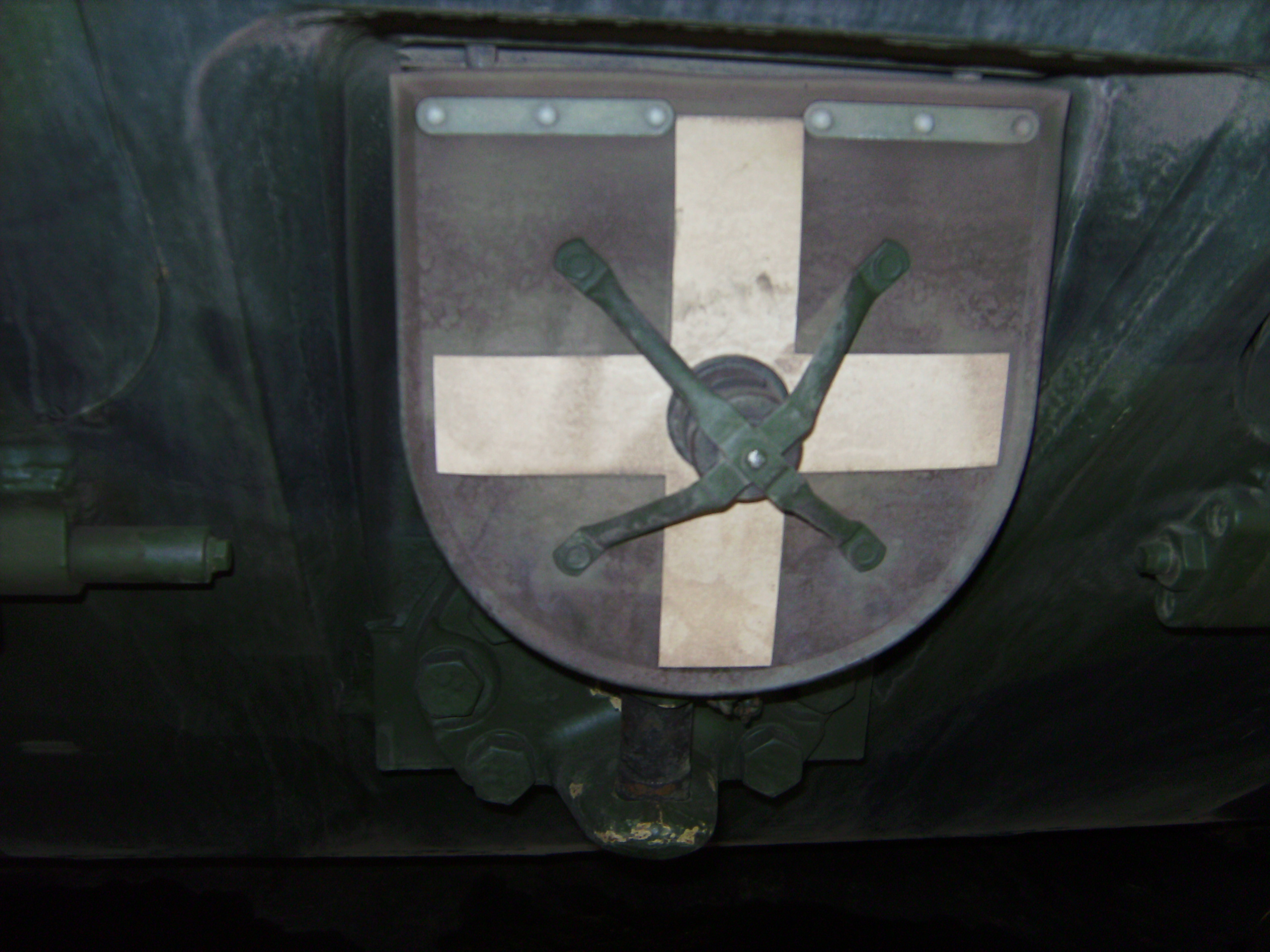
Kruislicht

## Beschrijving
Alle modellen hebben een vierwielaandrijving die kan worden ingeschakeld tijdens het rijden. Daarnaast kan gekozen worden voor weg- en off-road-overbrengingsverhoudingen (respectievelijk hoge en lage gearing). De wagen is voorzien van sperdifferentieelen op de voor- en achterassen.

De wagen is robuust gebouwd voor een lange levensduur.

Zowel de hardtop als de softtop versie zijn voorzien van een achterdeur waarop het reservewiel bevestigd is.

Afhankelijk van het soort voertuig en de taak, verschilt de inrichting en het aantal zitplaatsen in de Wolf.
Voertuigen met radio's, hebben soms bijvoorbeeld extra accu's.
De Wolf wijkt af van de civiele versie van de Mercedes-Benz G-Klasse.

Het voltage van de elektrische installatie van de Wolf is 24V, wat standaard is voor voertuigen van de krijgsmacht.

De voertuigen beschikken over oorlogs- of verduisteringsverlichting en een afzonderlijk te bedienen kruislicht. Bij de rechterkoplamp zijn beugeltjes aangebracht voor het bevestigen van een gekleurde kap van de colonnesignaleringsuitrusting.

In de voorbumper zijn houders aangebracht voor de gekleurde vlaggen van de colonnesignaleringsuitrusting.

De militaire versie is bovendien voorzien van een kaartleeslamp, een spade-steun en een 24 V-aansluiting in de motorruimte waarop een sleefkabel (verbastering van het Engelse “slave cable”), een militaire startkabel (‘NATO Slave Start Jumper Cables’), kan worden aangesloten.
In alle Wolf’s kan zend- en ontvangstapparatuur worden geplaatst. De Wolf is voorzien van een NAVO-trekhaak.
Ten slotte is de Wolf veel minder luxe uitgevoerd dan de civiele versie van de Mercedes-Benz G-Klasse, wat onder andere opvalt in de stoelen en de deurpanelen. 
De softtop is voorzien van een rolbeugel en een neerklapbare voorruit.

De brandstofvulopening bevindt zich rechtsachter op het voertuig.

De Wolf is inzetbaar bij temperaturen tussen −32 en +50 °C.

## Puch G en Mercedes G
De verschillende merknamen Puch G en Mercedes-Benz G-Klasse waren het resultaat van de verkoopafspraken tussen de beide partners.

In Oostenrijk, Zwitserland, Liechtenstein, Joegoslavië en de daaropvolgende staten (Servië, Slovenië, Kroatië, Macedonië, Bosnië en Herzegovina), Groot-Brittannië en in delen van Afrika werd het terreinvoertuig verkocht als Puch G, in alle andere landen als Mercedes G.

In 2000 vervielen de afspraken over verkoopregio’s. Op dat moment was ongeveer 10% van de G-Klasse uitgerust met een Puch-embleem en ongeveer 90% met de Mercedes-ster.

Hoewel sinds 2000 de voertuigen in principe onder de merknaam Mercedes geproduceerd worden, blijft het mogelijk ze te laten voorzien van de Puch-emblemen en -belettering.

## Peugeot P4
De Peugeot P4 werd in de jaren 70 gezamenlijk door Peugeot en Mercedes ontwikkeld als afgeleide van de G.

De Peugeot P4 is voorzien van een Peugeot-motor en aandrijflijn.
Opvallendste uiterlijke verschillen tussen de P4 met de Mercedes/Puch G: de P4 heeft vierkante koplampen, de G heeft ronde. De richtingaanwijzers van de P4 bevinden zich onder de koplampen, bij de G zitten ze boven op de spatborden.
De meeste P4’s zijn softtops. en hebben geen deuren of zeildoeken deuren.
Peugeot kreeg alleen een licentie voor Frankrijk en export naar landen waarmee Frankrijk militaire overeenkomsten had (zoals Kameroen, Algerije, Tunesië, etc.).

Beperkte aantallen P4’s werden geëxporteerd naar Chili and enkele Afrikaanse landen, onder andere Kameroen.
De productie van de P4 begon in 1981 en de voertuigen stroomden vanaf 1982 als VLTT (Vehicule Liaison Tout-Terrain (Licht Terrein Voertuig)) in in de Krijgsmacht van Frankrijk.

De eerste versies waren voorzien van een Peugeot XN8-benzinemotor van 78 pk. Latere voertuigen kregen een Peugeot XD3 2.5-literdiesel van 70 pk, en vervolgens kwamen ook krachtiger dieselmotoren van 1.9 of 2.1-liter turbo beschikbaar, van 90 pk respectievelijk 109 pk.

## Mercedes-Benz G in de Nederlandse krijgsmacht

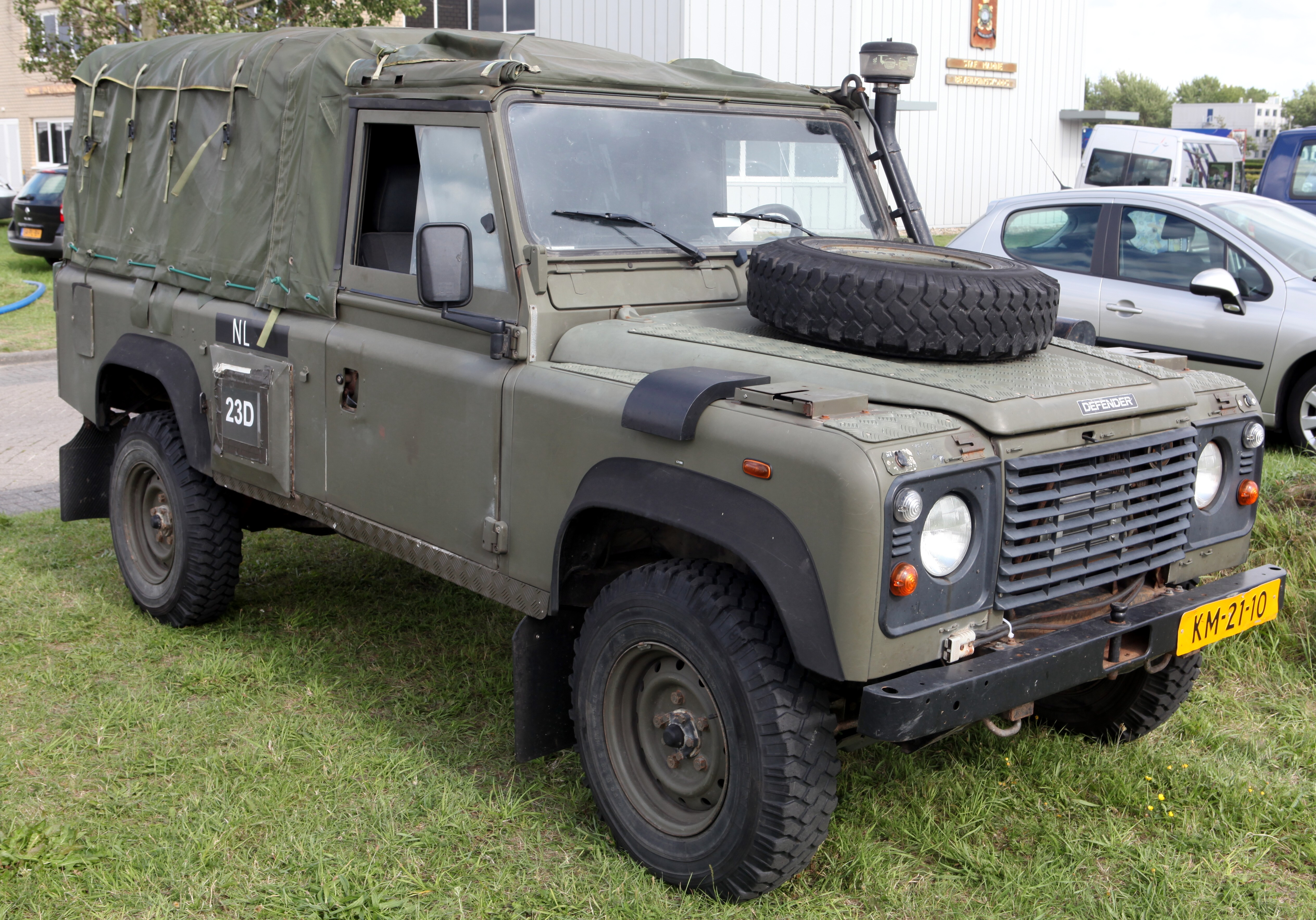
Land Rover Defender 110 van het Korps Mariniers

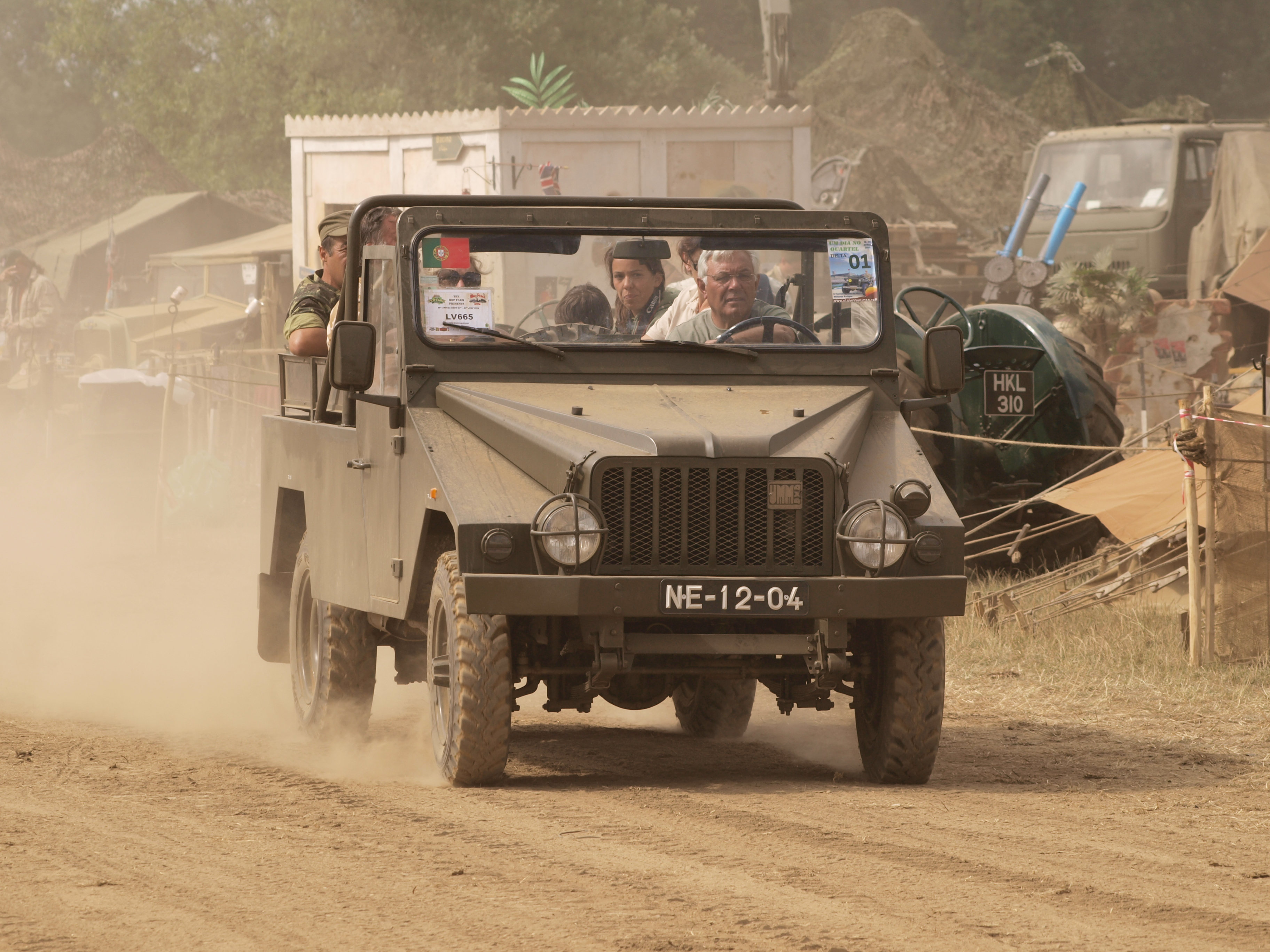
UMM Entrepreneur

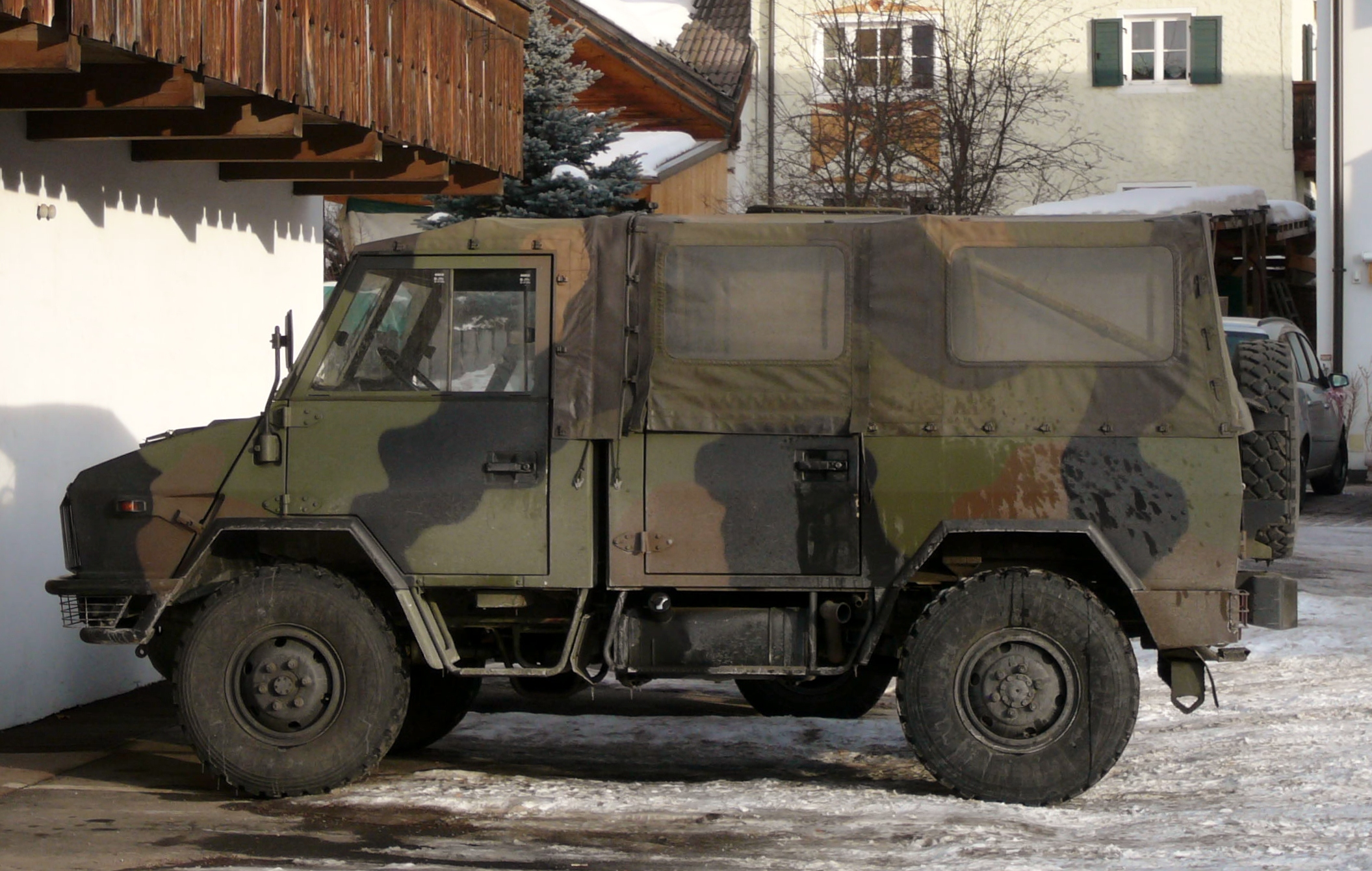
Iveco VM90

### Aanschaf
Eind jaren tachtig is de Koninklijke Landmacht begonnen met de beproeving van mogelijke opvolgers van de Land Rover typen 88 inch LW (Korte Laro 5 kN) en 109 inch (Lange Laro 7,5 kN).

In de oorspronkelijke plannen voor de aanschaf van de lichte vrachtauto's uit 1987 was sprake van een order van 4100 stuks.

De vier kandidaten die beproefd werden waren::p116
1. UMM Entrepreneur, Portugal[12]:p114-115[14]
2. Mercedes-Puch G, Duitsland/Oostenrijk
3. Iveco VM90[bron?], Italië[15]
4. Land Rover 90 inch/110 inch, Groot-Brittannië

De beproevingen vonden – net als bij de wisseling tussen Nekaf en Land Rover – plaats bij de Materieel Beproeving Afdeling 2 in Huijbergen. Vóór de beproeving was reeds bepaald dat de voertuigen – met uitzondering van de verkenningsuitvoering – voorzien moesten zijn van een hardtop. Er werden van iedere fabrikant voertuigen van 5 kN, 7,5 kN en 10 kN beproefd. Uiteindelijk is de keuze gevallen op de Mercedes-Benz 290GD, waarvan de eerste voertuigen in 1992 in gebruik werden genomen. Ook de andere krijgsmachtdelen zijn het voertuig gaan gebruiken.
Van de UMM waren er eerder door de KL als compensatie-order ±40 aangekocht en o.a. ingedeeld bij de KMA en bij staven van militaire rijscholen.:p9

De Iveco 40.10WM, de civiele variant van de VM90 (die op zijn beurt afgeleid is van de Iveco Daily), is wel in gebruik genomen door de Koninklijke Luchtmacht en de EOD.

De Land Rover Defender 110 verving bij het Korps Mariniers de Land Rover III-serie.

### Algemeen
Er zijn in Nederland 4 basistypen terreinwagens van Mercedes-Benz G in gebruik bij de Nederlandse krijgsmacht: 290GD korte wielbasis, 290GD lange wielbasis, 290GD met shelteropbouw en G280CDI.

Ieder type is bestemd voor verschillende doeleinden. Bijvoorbeeld voor goederenvervoer, personenvervoer, gewondentransport of speciaal ingericht voor commandovoering en luchtverdediging.
In Nederland wordt het voertuig niet "Wolf" genoemd, maar "MB" (spreek uit als: Em bEE; IPA: [ˈɛm_be]).

De meeste voertuigen in de Nederlandse krijgsmacht zijn gespoten in het driekleurenvlekkenpatroon (de standaard-NAVO-camouflagekleuren teerzwart, mosgroen, bronsbruin). Er zijn echter ook voertuigen in andere kleuren, bijvoorbeeld effen legergroen. Bij inzet tijdens sommige vredesoperaties worden voertuigen wel wit gespoten.

### Aanpassingen Nederlandse voertuigen
De Nederlandse versie werd voorzien van UZI-wapenklemmen, die inmiddels vaak vervangen zijn door Colt-wapenklemmen.

Ook zijn er houders voor een DS2 (nu GDS2000) ontsmettingsapparaat, een verbandtrommel en een brandblusapparaat.

Het voertuig is voorzien van steunen voor de houder voor een antenne-pot van een zweepantenne Bij de softtop varianten zijn deze aan beide zijkanten net achter de voordeur aangebracht. Bij de hardtop varianten zitten beide steunen achterop naast de achterdeur, één aan elke zijde. De antennes worden met een tuikoord getuid. Bij de hardtop en het “Gevechtsvoertuig” Lumbl worden de antennes naar voren getuid, bij de softtop en de sheltervoertuigen naar achteren.

Tot de standaarduitrusting van de Nederlandse voertuigen behoren camouflagenetten en camouflagehoezen van pvc-zeildoek om ruiten, spiegels en lampen mee af te dekken. Ook beschikt ieder voertuig over een colonnesignaleringsuitrusting, die bestaat uit een groene en een blauwe gekleurde kap voor over de koplamp en een set met gekleurde vlaggen. Ook is ieder voertuig voorzien van een gevarendriehoek, een foedraal van pvc zeildoek met gereedschappen (zoals een schroevendraaier, bahco en tang), een krik en een groen ‘voertuigboekje’, een ringband mapje voor documentatie zoals rijopdrachten, reparatielijst, instructie-, onderhouds- en smeerkaarten, detaillijst en een technische handleiding.

### Vervanging
De Volkswagen Amarok DC 103kW heeft in 2014 en 2015 een deel van de MB’s binnen de krijgsmacht (en ook Land Rover Defenders van het Korps Mariniers) vervangen.

De 1.667 nieuwe Amarok-pickups zullen worden gebruikt voor regulier vervoer, oefeningen of nationale operaties waar voorheen doorgaans Mercedes Benz terreinwagens en Land Rovers werden ingezet. Van de Amarok komen er speciale uitvoeringen voor de Koninklijke Marechaussee en de Explosieven Opruimingsdienst Defensie. De landmacht is met 1.138 exemplaren de grootste afnemer.
De naam Amarok betekent Wolf in het Inuit.:p48

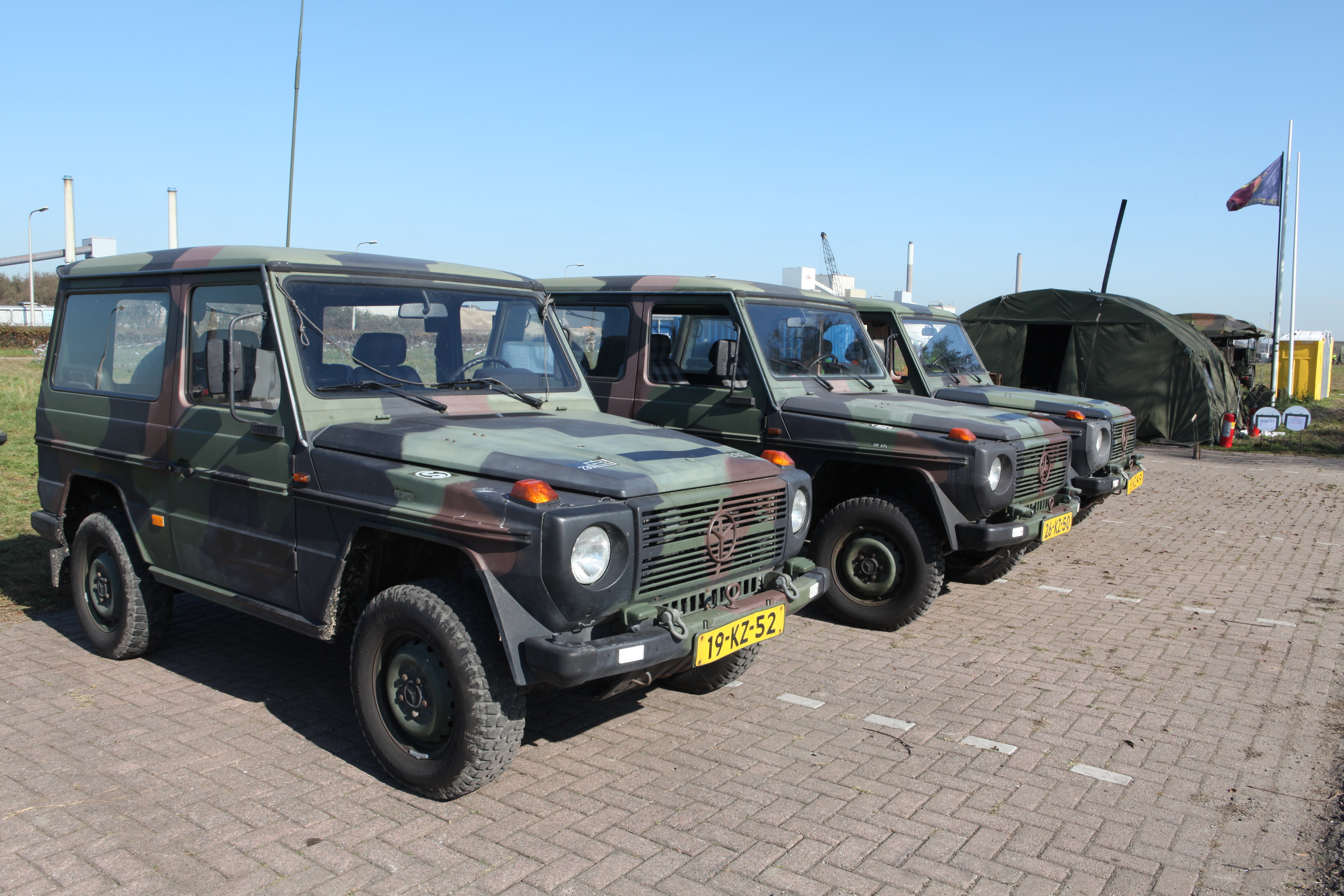
290GD’s 5 kN

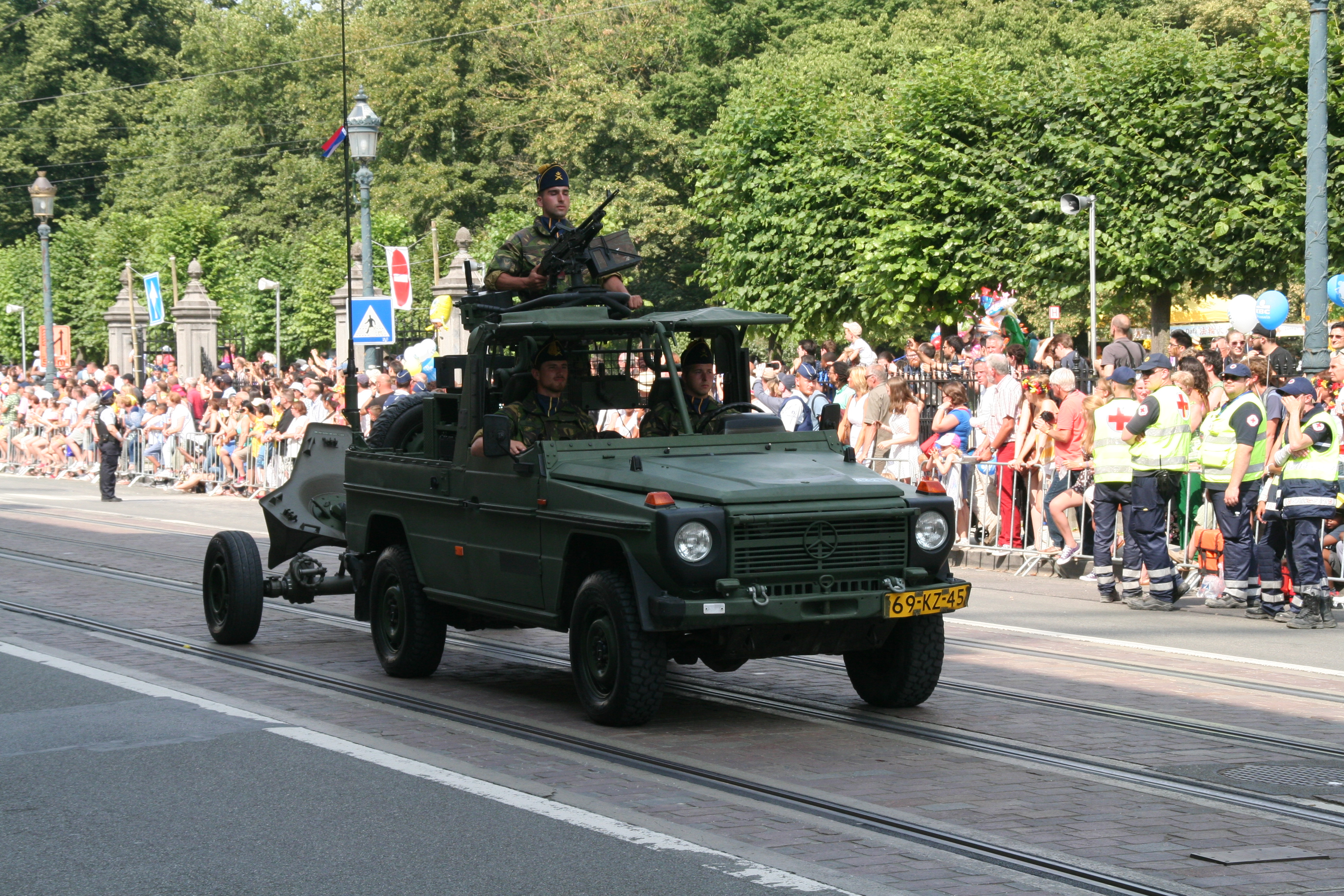
290GD 7,5 kN lwb softtop met 120mm Brandt Rayé mortier van de C-Batterij Korps Rijdende Artillerie van het Vuursteun Commando

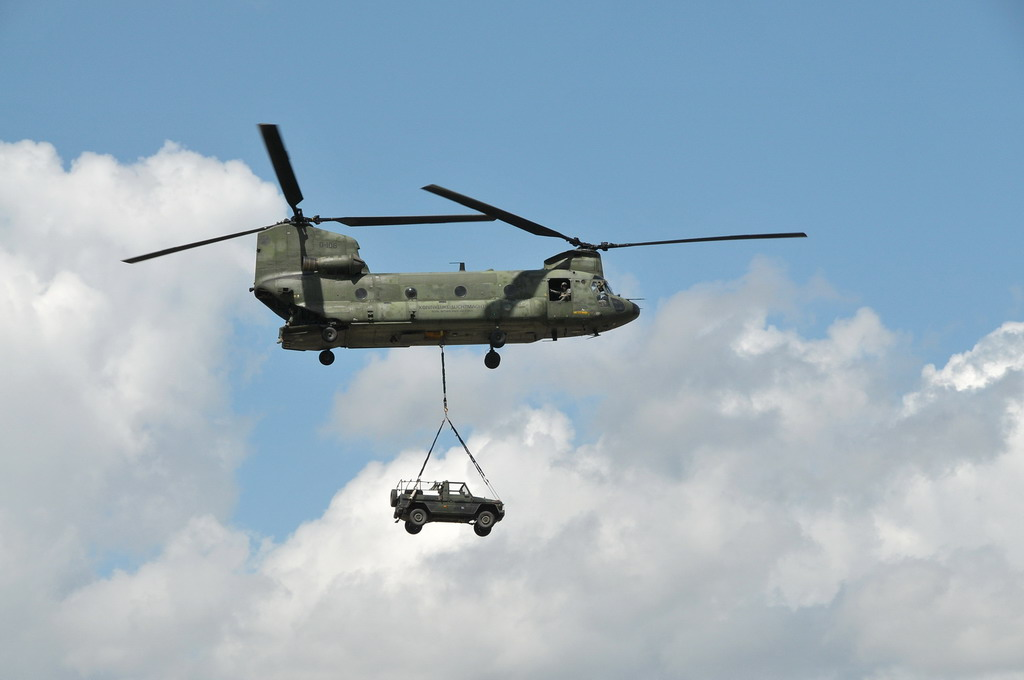
290GD 7,5 kN als 'underslung' onder een CH-47D Chinook van de Koninklijke Luchtmacht

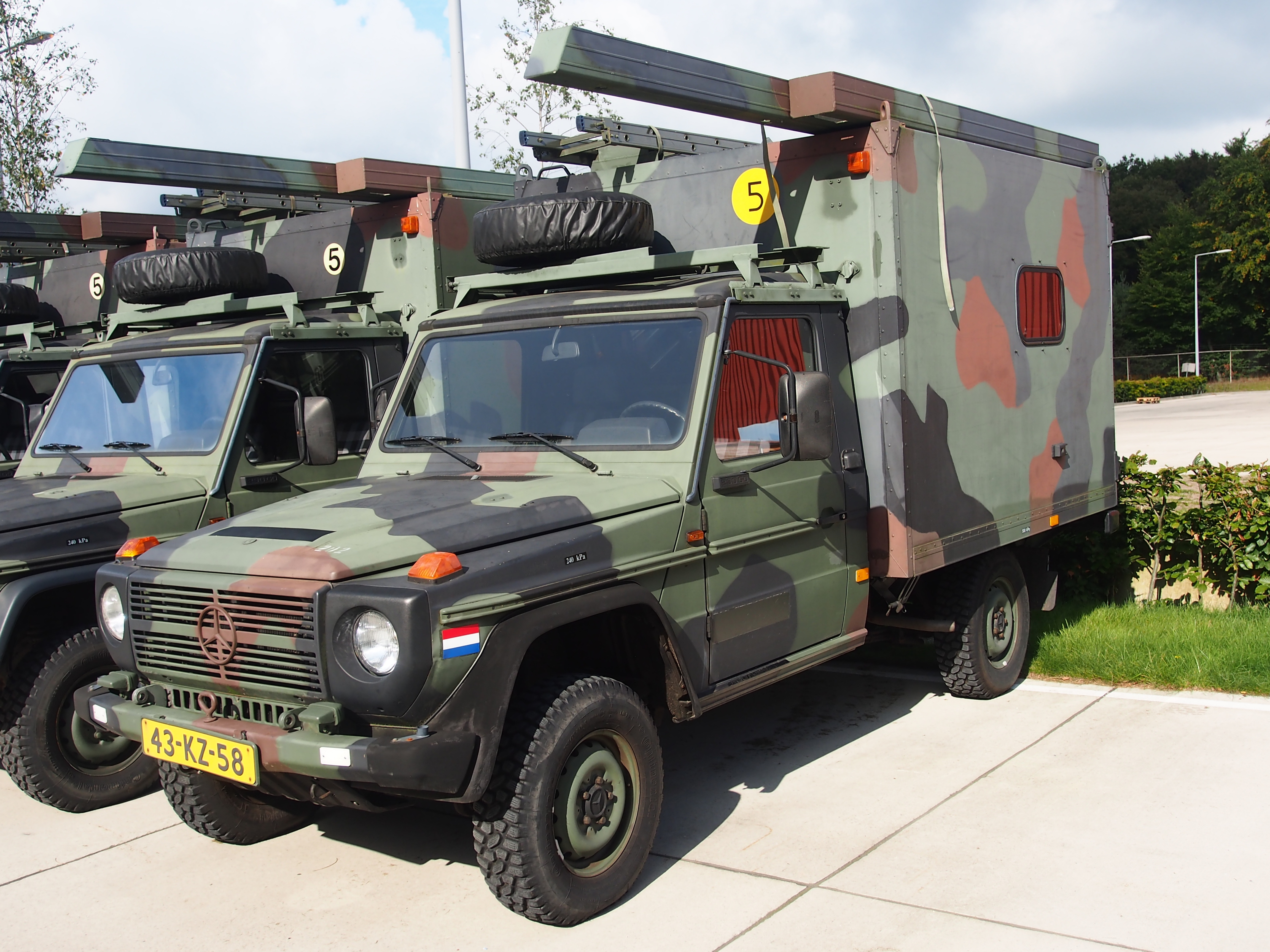
Mercedes-Benz 290GD 10 kN lijnvoertuig

### Nederlandse versies

#### Mercedes-Benz 290GD (5 kN) swb hardtop
De laadruimte van deze versie is voorzien van ruiten en van twee neerklapbare stoeltjes achterin tegen de zijwanden.

#### Mercedes-Benz 290GD (5 kN) swb hardtop LES
De laadruimte van deze lesversie is voorzien van ruiten en twee passagiers stoelen met veiligheidsgordels.

Ook is dit voertuig voorzien van extra koppelingspedaal en een extra rempedaal aan de bijrijderskant zodat een rij-instructeur in kan grijpen indien nodig (“dubbele bediening”).

Ten behoeve van de instructeur zijn tevens extra buitenspiegels aangebracht.

Het lesvoertuig is te herkennen aan de oranje borden aan voor- en achterzijde met daarop in zwart een "L" of de tekst "LES".

#### Mercedes-Benz 290GD (5 kN) swb softtop
De laadruimte van deze versie is voorzien van twee neerklapbare stoeltjes achterin tegen de zijwanden.

De softtopuitvoering wordt hoofdzakelijk ingezet bij 11 Luchtmobiele Brigade voor verkenningstaken.

De softtop is in sommige gevallen voorzien van een FN MAG 7,62mm-mitrailleur op kolom- of ringaffuit.

#### Mercedes-Benz 290GD (7,5 kN) lwb hardtop
Deze uitvoering heeft een langer laadruim en heeft 225 kilogram meer laadcapaciteit dan de 5 kN.

De laadruimte van deze versie is voorzien van ruiten en van twee neerklapbare bankjes achterin tegen de zijwanden voor elk twee personen.

#### Mercedes-Benz 290GD (7,5 kN) lwb hardtop KLu
De laadruimte van deze versie is niet voorzien van ruiten, en heeft een imperial op het dak.

Deze versie is alleen in gebruik bij de Koninklijke Luchtmacht.

#### Mercedes-Benz 290GD (7,5 kN) lwb softtop
De laadruimte van deze versie is voorzien van twee neerklapbare bankjes achterin tegen de zijwanden voor elk twee personen.

De softtopuitvoering wordt door 11 Luchtmobiele Brigade ook gebruikt als operationeel voertuig, waarbij het voertuig o.a. voorzien werd van bagagerekken en een FN MAG 7,62mm-mitrailleur op kolom- of ringaffuit. Sommige voertuigen kregen in plaats van een FN MAG een TOW geleide antitankraket op kolomaffuit.
Andere voertuigen worden gebruikt voor het vervoer van de L16 81mm-mortier en bijbehorende munitie en bemanning.

#### Mercedes-Benz 290GD (11 kN) lwb softtop KCT
De 7,5 kN softtopuitvoering die door het Korps Commandotroepen (KCT) gebruikt werd is in de loop der jaren sterk aangepast.

Achterop werd een groot bagagerek aangebracht.

Eerst waren een FN MAG 7,62mm-mitrailleur op kolomaffuit en een FN Minimi 5,56mm-mitrailleur voor de bijrijderspositie aangebracht. Later zijn deze vervangen door een Browning M2 .50 mitrailleur op een ringaffuit en een FN MAG voor de bijrijder. De zitting van de bijrijder werd verhoogd om het wapen beter te kunnen bedienen. In een aantal gevallen werd de .50 vervangen door een automatische Heckler & Koch 40mm-granaatwerper (AGW).

Ook op de motorkap werd een rek aangebracht. In de laadruimte kwam een dubbele vloer waaronder waterflessen meegevoerd konden worden. Aan beide zijkanten werd een reservewiel aangebracht.

Het voertuig werd voorzien van andere banden en kreeg een zwaardere achteras, waardoor het laadvermogen toenam tot 11 kN.

Aan de voorbumper werd een lierinstallatie gemonteerd.

Het KCT beschikte over 72 van deze voertuigen. Dit voertuig werd opgevolgd door de G280 CDI.

#### Mercedes-Benz 290GD (10kN) xlwb
Op het cabine-chassis van deze versie is een shelter (opbouwcabine) met twee openslaande deuren aan de achterzijde aangebracht, vergelijkbaar met die op de gewondentransport-versie. De wanden van de speciale aluminium shelter van de Duitse firma Zeppelin bestaan uit sandwichpanelen, aluminium platen met isolatieschuimplaten ertussen, die verlijmd zijn in een gelast aluminium frame, waardoor ze goed isoleren.

De shelter biedt dit model veel laadruimte en laadcapaciteit. Het reservewiel is aangebracht op het dak van de voertuigcabine.

Er zijn drie varianten:
1. algemene dienst[36];
2. terreinmeetdienst[37]:p94
3. las- en lijnvoertuig, te herkennen aan de op het dak van de shelter bevestigde ladder en houders voor palen.

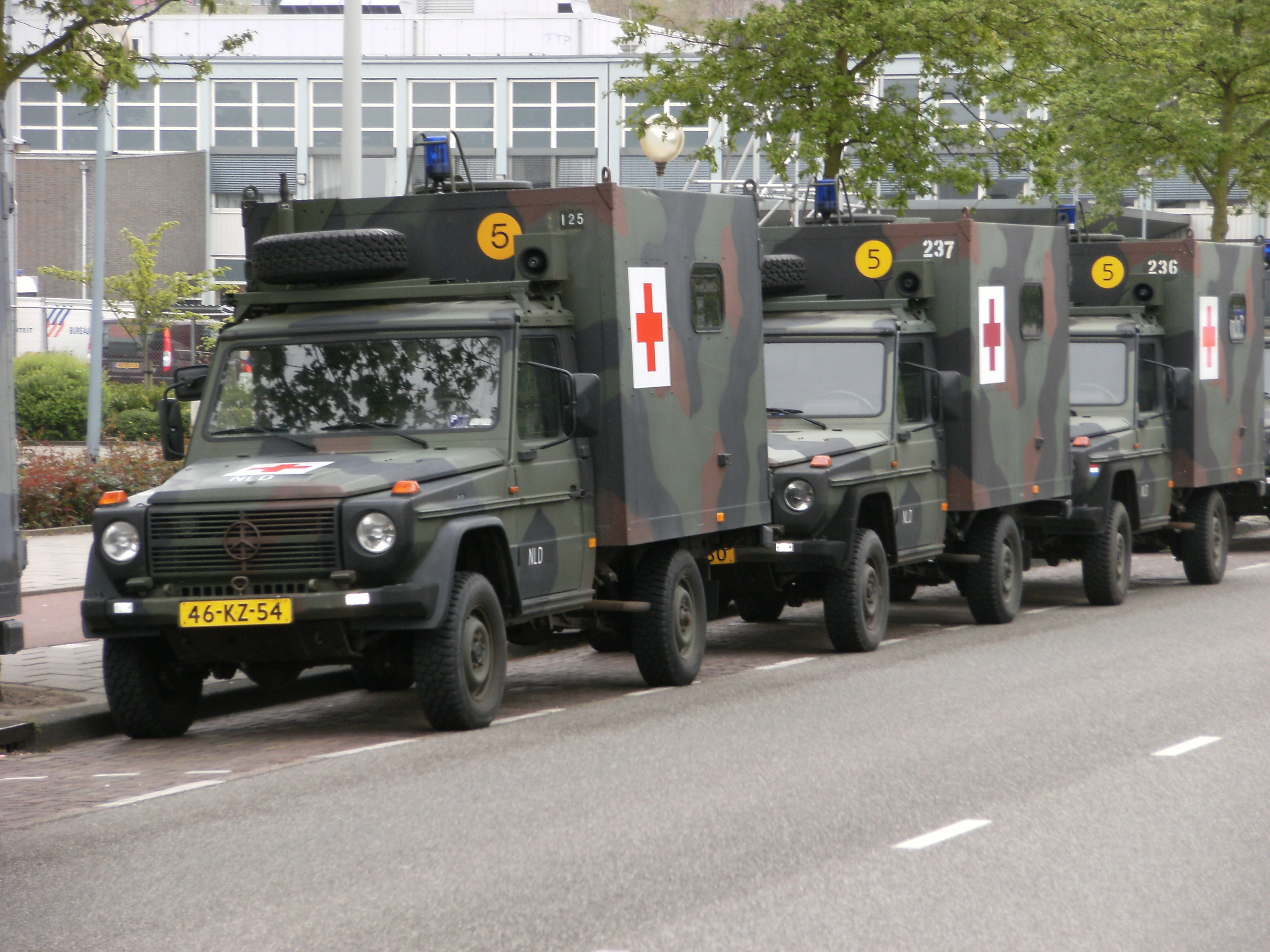
290GD 12kN GWT

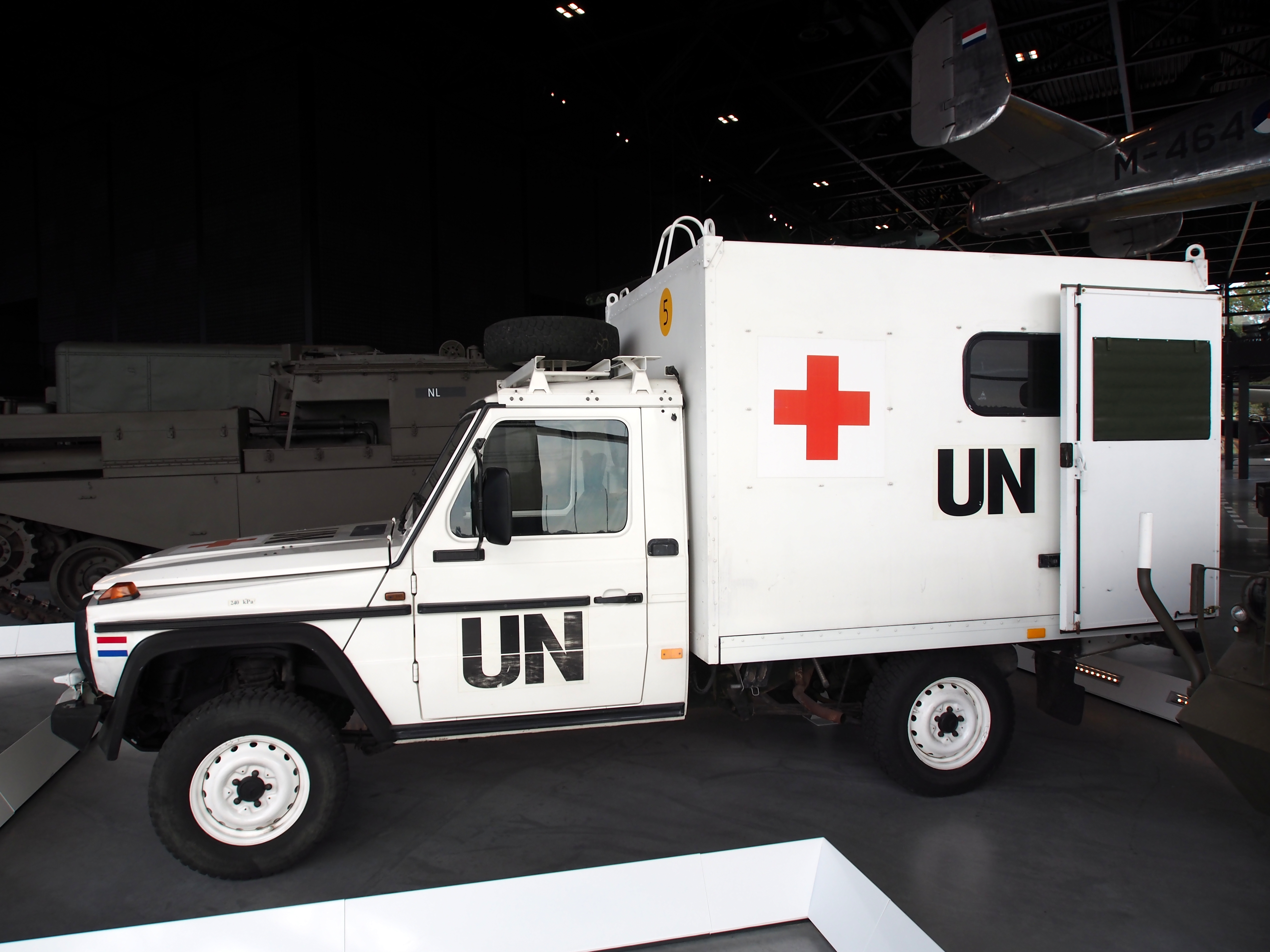
290GD 12kN GWT in VN kleuren

#### Mercedes-Benz 290GD (12kN) xlwb Gewondentransport
De Mercedes-Benz Gewondentransport (GWT) is bestemd voor het vervoer van (on)behandelde gewonden of zieken, naar en tussen geneeskundige installaties binnen het inzetgebied. Het voertuig is geen volledig uitgeruste ambulance, maar is wel geschikt voor eenvoudige verzorging tijdens transport over korte afstanden.

De aluminium shelter op het cabine-chassis is van de Duitse firma Zeppelin.

In de shelter is plaats voor vier liggende gewonden óf zes zittende gewonden óf twee liggende en drie zittende gewonden. Daarnaast is er in de shelter een zitplaats voor een verpleger.

Het reservewiel en de sirene zijn aangebracht op het dak van de cabine, en op het shelterdak is een blauw zwaailicht aangebracht.

Het voertuig is conform de Eerste Conventie van Genève voorzien van Rode Kruis-tekens.

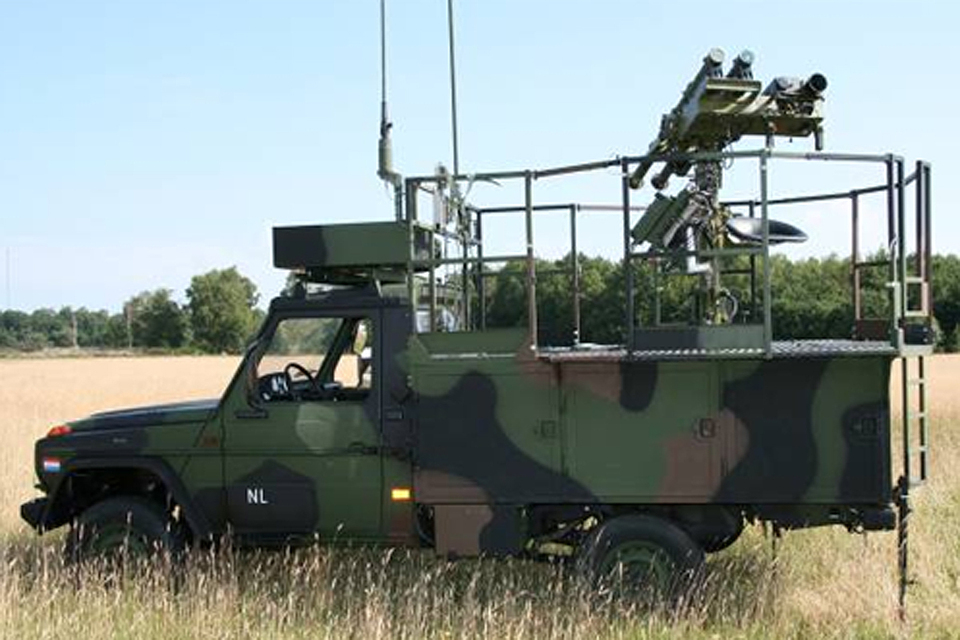
290GD SWP

#### Mercedes-Benz 290GD 7,5kN Stinger
De Stinger MB (niet te verwarren met het “Stinger Weapon Platform”) was een standaard 290GD 7,5 kN AD voertuig met een 2,5 kN model-“Bantam” 2-wiel middenas aanhangwagen met verhoogd huif, waarin vier Stinger luchtdoelraketten in een transportkist werden vervoerd.
Ieder peloton pantserluchtdoelartillerie (PaLua) PRTL en lichte luchtdoelartillerie (LtLua) Flycatcher/40L70G beschikte over 3 Stinger MB’s. In totaal beschikte de KL over 108 van deze voertuigen.:p212,p222
Ook de Koninklijke Luchtmacht beschikte over de Stinger MB. Deze waren van de Landmacht MB’s te onderscheiden door de gesloten laadruimte (bij de Landmacht MB was de laadruimte voorzien van zijruiten).
De Stinger MB verving begin jaren ’90 de Stingerlaro. Tot 2007

#### Mercedes-Benz 290GD SWP
De Mercedes Benz SWP (Stinger Weapon Platform) opbouw is ontworpen en gebouwd door de Defensie Materieel Organisatie.

Het onderstel (cabine-chassis) van de Mercedes-Benz is hiertoe gemodificeerd en voorzien van een opbouw, waarop een Dual Mounted Stinger (DMS) raketlanceerinstallatie van de Amerikaanse Hughes (sinds 1997 Raytheon) Missile Systems Corporation met twee Stinger luchtdoelraketten geplaatst is.

De DMS raketlanceerinrichting kan ook worden afgebouwd om los van het voertuig in een veldopstelling te worden gepositioneerd.

Er zijn achttien systemen gebouwd die bij de Luchtdoelartillerie gebruikt zijn van 2007 tot 2011.

#### Mercedes-Benz G G280 CDI WTW Trekker
Dit is een voertuig dat als trekker dient voor de wapentransport(aanhang)wagen.

Op het dubbelcabine-chassis met een verlengde wielbasis van 3120 mm is een door Veth Carrosseriefabriek B.V. geleverde huifgesloten laadbak aangebracht, waarin onder andere een luchtcompressor voor het volledig geïntegreerde aanhangwagen remsysteem, een brandblusser, een achteruitrijdcamera en een reservewiel zijn aangebracht. Daarnaast biedt de laadbak ruimte aan een beladen europallet.

Sinds eind 2007 heeft de Koninklijke Luchtmacht er hiervan 19 in gebruik.

De WTW Trekker heeft een 185 pk sterke drie liter-V6-dieselmotor, gekoppeld aan een volautomatische vijftrapsversnellingsbak met permanente vierwielaandrijving.

Het voertuig is ook voorzien van een NAVO-trekhaak aan de voorzijde.

#### Mercedes-Benz “Gevechtsvoertuig” Lumbl
Sinds 2011 is bij 11 Luchtmobiele Brigade het Mercedes-Benz “Gevechtsvoertuig” Luchtmobiel in gebruik.

Dit zijn omgebouwde voormalige 90GD 12kN GWT's die opgenomen zijn in de Zware Wapen Compagnie van 11 Luchtmobiele Brigade.

De bemanning bestaat uit 3 man, en het voertuig is bewapend met een Browning M2 .50 mitrailleur, 2 FN MAG mitrailleurs en een GILL anti-tank wapen.

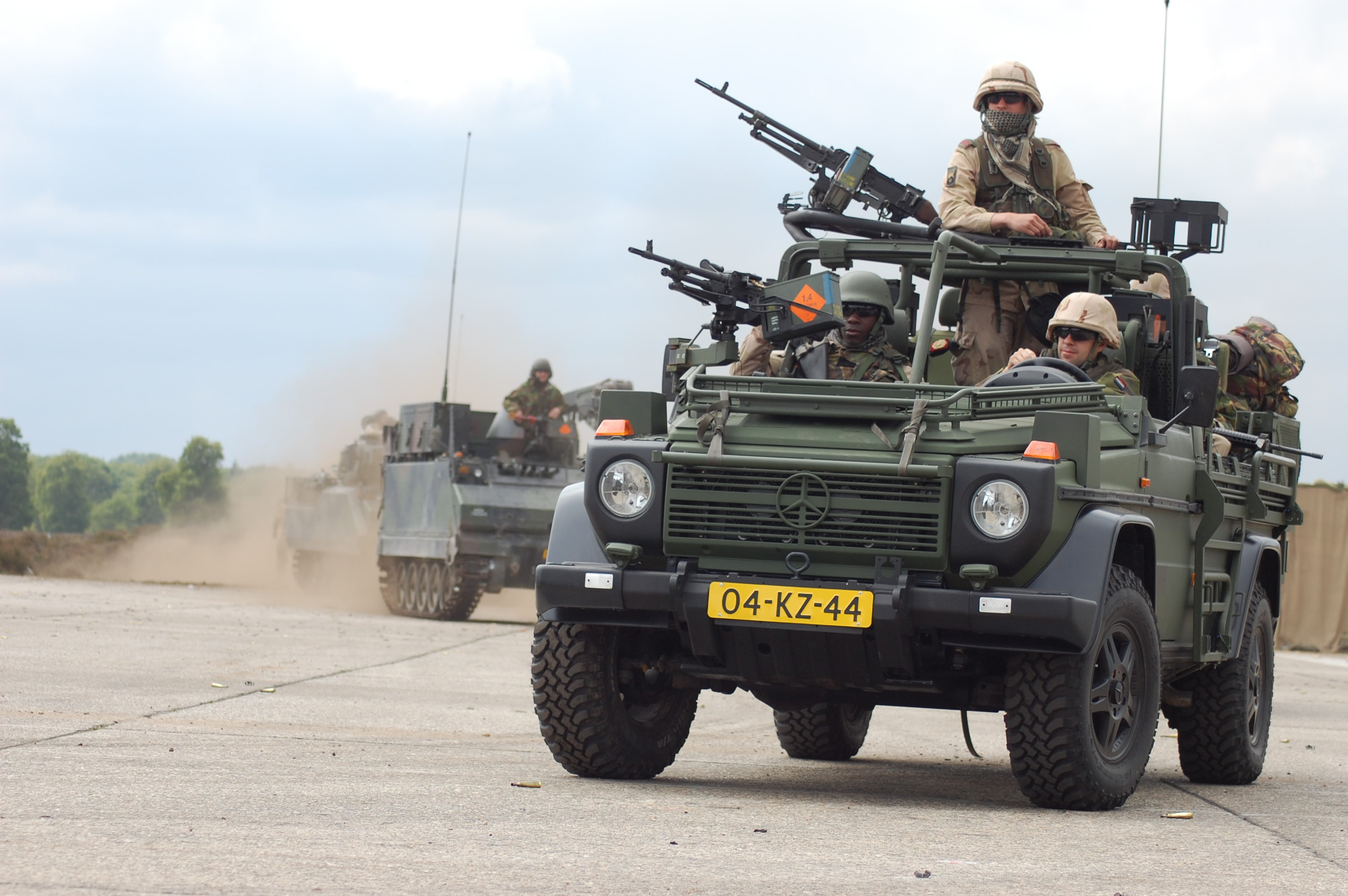
G280 CDI van het Korps Commandotroepen

#### Mercedes-Benz G280 CDI lwb
Commando’s en mariniers gebruiken sinds februari 2009 de open Mercedes-Benz G280 CDI-terreinwagen voor militaire (gevechts)acties tijdens (buitenlandse) missies. In de Mercedes-Benz G280 CDI zijn alle ervaringen verwerkt die zijn opgedaan met open terreinwagens in Irak en tijdens missies van het Korps Commandotroepen.
Naar aanleiding van deze praktijkervaringen zijn de achterassen, het chassis, de remmen en de vering verbeterd. De G280 CDI was bij het KCT de opvolger van de Mercedes-Benz 290GD 11kN KCT. Bij het Korps Mariniers verving de G280CDi’s de Land Rover 110.
De landmacht had 88 exemplaren in een pool, het Korps Mariniers had er 40. Nadat deze laatsten door de Iveco Anaconda zijn vervangen zijn ook deze bij de Landmacht gevoegd.
De Mercedes-Benz G280 is zwaarder (4200 kilo) en heeft meer vermogen (185 pk 't.o.v. 90 pk) dan 290GD KCT. Drie elektrisch geschakelde sperren zorgen voor een evenredige verdeling van de kracht over de wielen.
Het voertuig is voorzien van een 12- en 24-volt-installatie. Het systeem biedt meer capaciteit door de dubbele accusets (totaal 5 stuks). Ook is er meer opbergruimte rond het voertuig.
Op het rek op de motorkap kan een rookbuslanceerinrichting worden gemonteerd. De lier is zonder gereedschap afneembaar en daardoor is ook zelfberging mogelijk. Achter in de laadruimte van het voertuig zijn twee passagiersstoelen aangebracht. Speciale, afneembare hoezen voorkomen dat de stoelen in de open auto extreem warm worden door de zon.
Het ringaffuit, het draaibare mitrailleuronderstel, is verbeterd en er is een in hoogte verstelbaar plateau onder het affuit aangebracht om aan te passen aan de lengte van de schutter.
De G280 CDI is voorzien van 700 kilo aan bepantsering aan de onderkant en zijkanten, en van afneembare mijnbescherming en heeft grotere banden met een hoger draagvermogen die beter geschikt zijn voor het optreden onder zeer zware omstandigheden. Die daarbij zijn voorzien van een Runflat systeem.
Begin 2015 begonnen met twee testvoertuigen, de VECTOR ATTV ('Air Transportable Tactical Vehicle') van de Nederlandse firma Defenture. VECTOR staat voor ‘Versatile Expeditionary Commando Tactical Off Road’. In december 2017 ontving het KCT de eerste van de 75 VECTOR voertuigen.

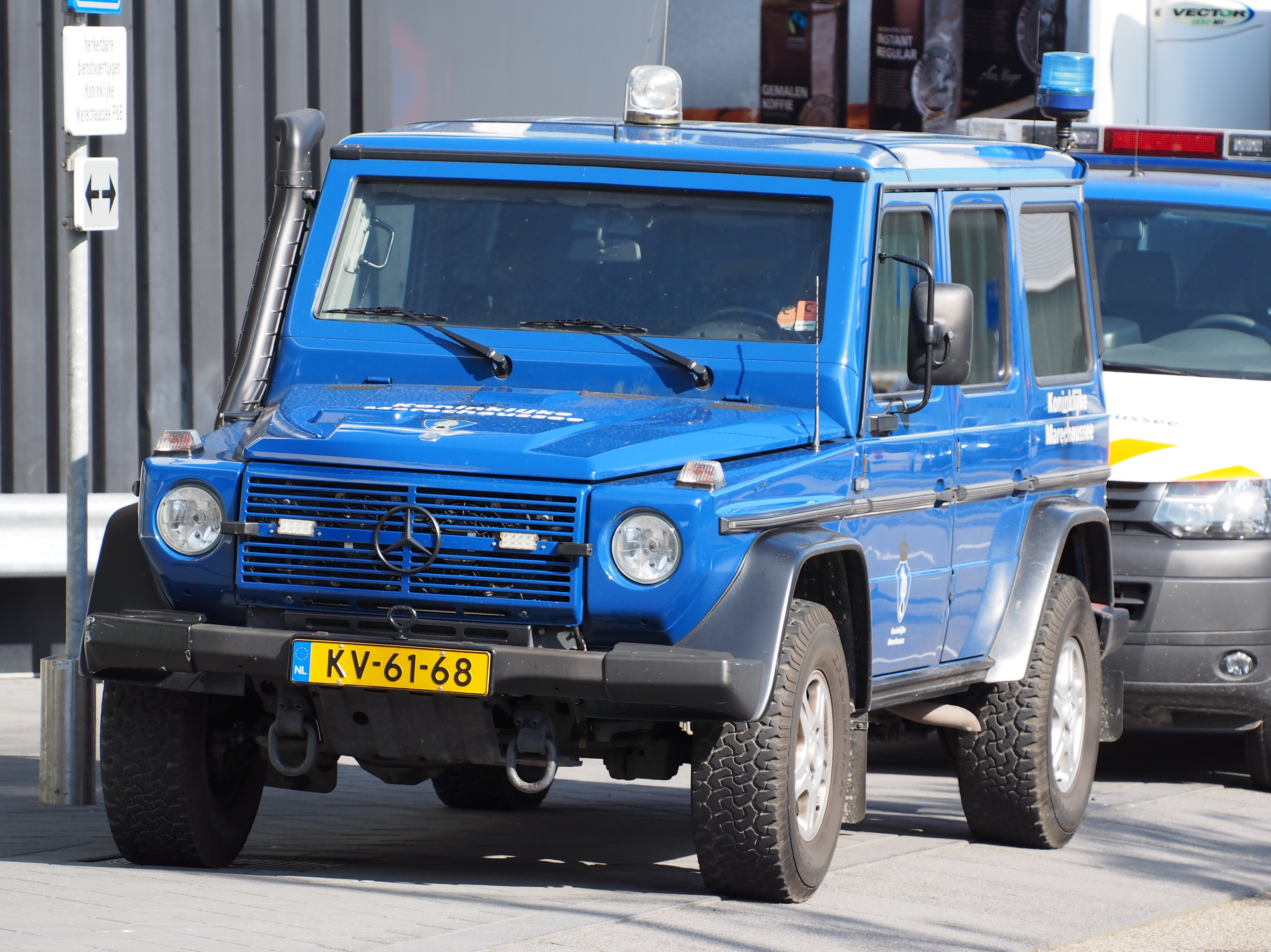
Civiele versie KMar

#### Koninklijke Marechaussee
Naast de ‘gewone’ Mercedes Benz 290GD ‘Wolf’ beschikt de Koninklijke Marechaussee (KMar)over diverse civiele, politie en/of speciale varianten van de Mercedes G-Klasse.

De ‘groene’ Mercedes Benz 290GD ‘Wolf’’s van de Koninklijke Marechaussee hebben hetzelfde camouflagepatroon als de andere militaire MB’s. De KMar voertuigen zijn te herkennen aan blauwe zwaailichten, witte bumpers en een witte hoes over het reservewiel.

KMar voertuigen voor politiediensten (zowel civiele als militaire varianten) zijn donkerblauw, en voorzien van oranje en witte belijning. Ze lijken daardoor erg op de Mercedes-Benz G’s van de politie die zijn echter wit, met oranje en blauwe belijning.

KMar voertuigen van de luchthavenbewaking zijn effen donkerblauw, en voertuigen van KMar bewakingseenheden donkerblauw of zwart, vaak gepantserd en voorzien van getint pantserglas.

#### Specificaties Nederlandse versies

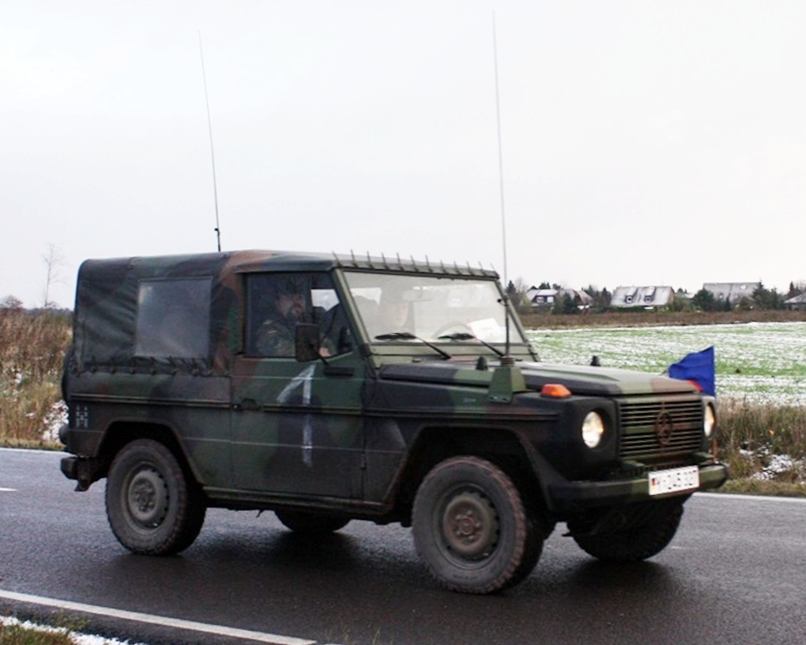
Wolf als commando- en radiovoertuig (FüFu) met twee voertuigantennes, gebruikt door commandanten en bataljonsbevelhebbers

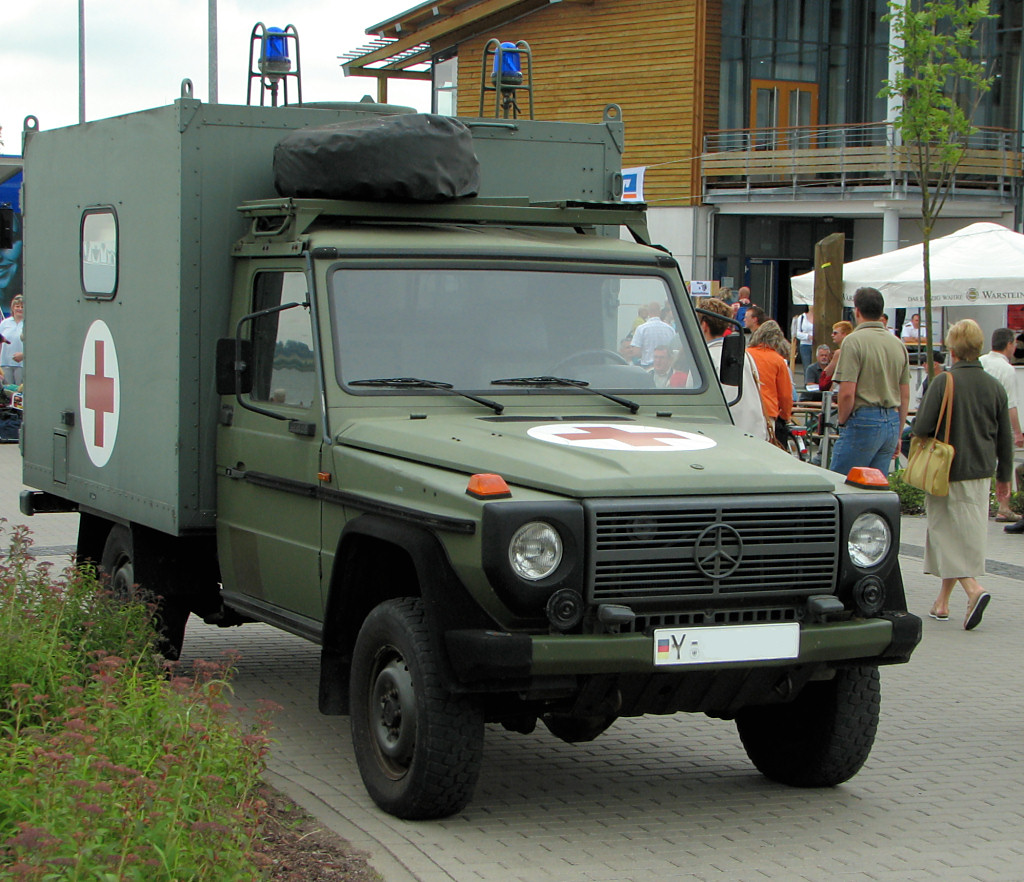
Bundeswehr MB 250 GD KrKW

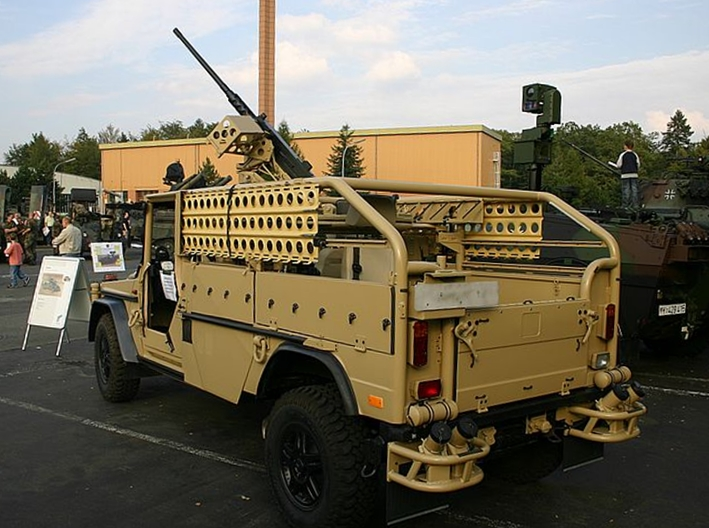
Serval verkennings- en gevechtsvoertuig (aan de zijkant de hijsogen voor luchttransport)

|                                                  | 290GD 5 kN hardtop                     | 290GD 7,5 kN hardtop                   | 290GD 10 kN shelteropbouw              | G280 CDI                                                     |
| ------------------------------------------------ | -------------------------------------- | -------------------------------------- | -------------------------------------- | ------------------------------------------------------------ |
| modelserie                                       | W461                                   | W461                                   | W461                                   | W463                                                         |
| lengte                                           | 4,16 m                                 | 4,56 m                                 | 5,3 m                                  | 5,42 m                                                       |
| breedte (romp)                                   | 1,69 m                                 | 1,69 m                                 | 1,93 m                                 | 2,33 m                                                       |
| breedte, spiegels uitgeklapt                     | 2,01 m                                 | 2,01 m                                 | 2,25 m                                 |                                                              |
| hoogte                                           | 1,92 m                                 | 1,92 m                                 | 2,55 m (beladen), 2,68 m (onbeladen)   | 2,2 m                                                        |
| massa (leeg)                                     | 2185 kg                                | 2250 kg                                | 2070 kg                                | 4130kg                                                       |
| laadvermogen                                     | 515 kg                                 | 1.050 kg                               | 815 kg                                 | 670kg                                                        |
| Massa (gevechtsgereed)                           | 2700 kg                                | 3300 kg                                | 2885 kg                                | 4800 kg                                                      |
| wielbasis                                        | 2,4 m                                  | 2,85 m                                 | 3,12                                   | 2,85 m                                                       |
| spoorbreedte                                     | 1,425 m                                | 1,425 m                                | 1,425                                  | 1,57 m                                                       |
| draaicirkel                                      | 11,5 m                                 | 13,4 m                                 |                                        | 13,2 m                                                       |
| zitplaatsen                                      | 2 + 2                                  | 2 + 4                                  | 2                                      | 2 + 2                                                        |
| versnellingen                                    | vijf (handmatig), hoge en lage gearing | vijf (handmatig), hoge en lage gearing | vijf (handmatig), hoge en lage gearing | volautomatisch                                               |
| aandrijving                                      | voorwiel / 4 × 4 (inschakelbaar)       | voorwiel / 4 × 4 (inschakelbaar)       | voorwiel / 4 × 4 (inschakelbaar)       | 4 × 4 (permanent)                                            |
| acceleratie 0-100                                | 17,1 s                                 | 17,1 s                                 |                                        |                                                              |
| maximaal bereik (weg)                            | 800 km                                 | 800 km                                 | 800 km                                 | 1280 km                                                      |
| waadvermogen                                     | 0,6 m                                  | 0,6 m                                  | 0,6 m                                  | 0,6 m                                                        |
| maximale hellingshoek (‘klimhoek’)               | 80% (39 graden)                        | 80% (39 graden)                        |                                        | 80% (39 graden)                                              |
| maximale zijdelingse hellingshoek (‘kantelhoek’) | 25% (12 graden)                        | 25% (12 graden)                        |                                        | 25% (12 graden)                                              |
| bandenmaat                                       | 235/85 R16                             | 235/85 R16                             | 235/85 R16                             |                                                              |
| banden                                           | 4 + 1 reserve                          | 4 + 1 reserve                          | 4 + 1 reserve                          | 4 + 2 reserve                                                |
| inhoud brandstoftank                             | 96 ltr                                 | 96 ltr                                 | 96 ltr                                 | 147 ltr (incl 50 ltr reservetank)                            |
| elektriciteitssysteem                            | 24 V                                   | 24 V                                   | 24 V                                   | 24 V & 12 V                                                  |
| motor                                            | Mercedes-Benz OM 602D29, Diesel i5     | Mercedes-Benz OM 602D29, Diesel i5     | Mercedes-Benz OM 602D29, Diesel i5     | Mercedes-Benz OM 642, Diesel V6 turbocharged intercooled CDI |
| motorinhoud                                      | 2,9 liter                              | 2,9 liter                              | 2,9 liter                              | 3.0 liter                                                    |
| motorvermogen                                    | 95 pk (71 kW) bij 3800 rpm             | 95 pk (71 kW) bij 3800 rpm             | 95 pk (71 kW) bij 3800 rpm             | 183 pk (135 kW) bij 3800 rpm                                 |
| koppel                                           |                                        |                                        |                                        | 400 Nm                                                       |
| maximumsnelheid                                  | 138 km/u                               | 138 km/u                               | 100 km/u                               | 160 km/u (begrensd op 120 km/u) (weg), 70 km/u (terrein)     |
| breedte shelter                                  |                                        |                                        | 1,83 m                                 |                                                              |
| hoogte shelter                                   |                                        |                                        | 1,66 m                                 |                                                              |
| lengte shelter                                   |                                        |                                        | 2,48 m                                 |                                                              |

## Duitsland
Mercedes nam met de G al deel aan de aanbesteding voor lichte vrachtwagens van de Duitse Bundeswehr in de jaren ‘70. De Bundeswehr koos toen echter voor de VW Iltis. In het midden van de jaren ‘80 deed de Bundeswehr een nieuwe aanbesteding, nu voor 17000 terreinwagens, die de VW Iltis 0,5 t, de FAUN Kraka 0,75 t en VW 181 0,4 t zouden moeten vervangen. Acht bedrijven namen deel aan de internationale aanbesteding. Daaronder de combinatie Daimler-Benz/Steyr-Puch met hun derde generatie G-model.
Uiteindelijk bleven Daimler-Benz/Steyr-Puch en Volkswagen over. Begin jaren ’90 werd de keus voor de Mercedes-Benz G gemaakt, en werden 12000 voertuigen besteld.
Mercedes-Benz leverde de Bundeswehr de Mercedes-Benz 250 GD Wolf in vier versies. Alle varianten kunnen getransporteerd worden in het transportvliegtuig Transall C-160 en, behalve het ambulancevoertuig ook in de zware transporthelikopter Sikorsky CH-53G Super Stallion. Ook kunnen alle varianten als ‘underslung’ onder een helikopter vervoerd worden. De Duitse LuftLande-versie (LL) heeft aan de zijkanten twee extra hijsogen.

### Basisvarianten Duitsland
- Open (softtop), korte wielbasis (2400 mm)
- Open, korte wielbasis (2400 mm) (LL)
- Open, lange wielbasis (2850 mm)
- Gesloten (hardtop), lange wielbasis (2850 mm), de laadruimte van deze versie is niet voorzien van ruiten.
- Ambulance, verlengde wielbasis (3120 mm), deze ambulance (KrKW - KrankenKraftWagen) dient alleen voor het vervoer van gewonden. In het voertuig is ruimte voor één liggende en twee zittende gewonden. Het reservewiel is bevestigd op het dak van de cabine.

## Verenigde Staten

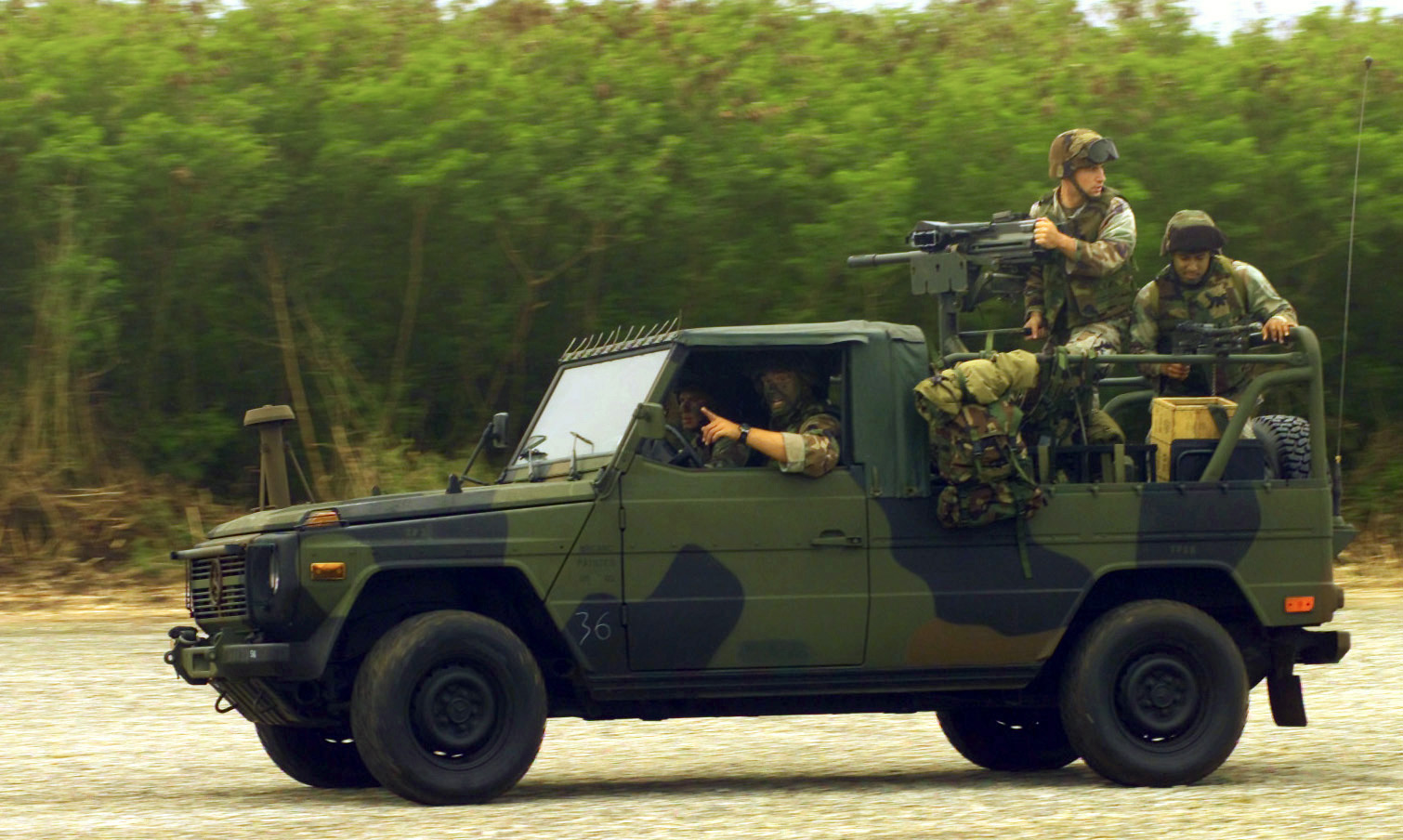
US Marines met hun Mercedes (IFAV) tijdens een oefening in 2003 op Tinian, een eiland van het Amerikaanse gebiedsdeel Noordelijke Marianen

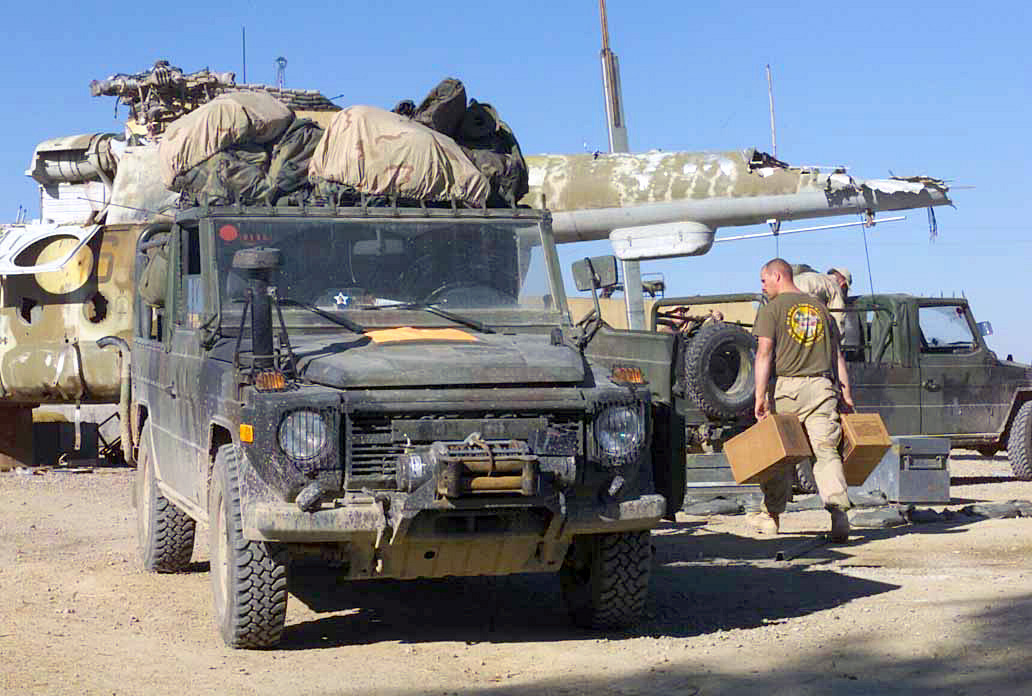
US Marines beladen hun Mercedes G IFAV op Kandahar International Airport in Afghanistan

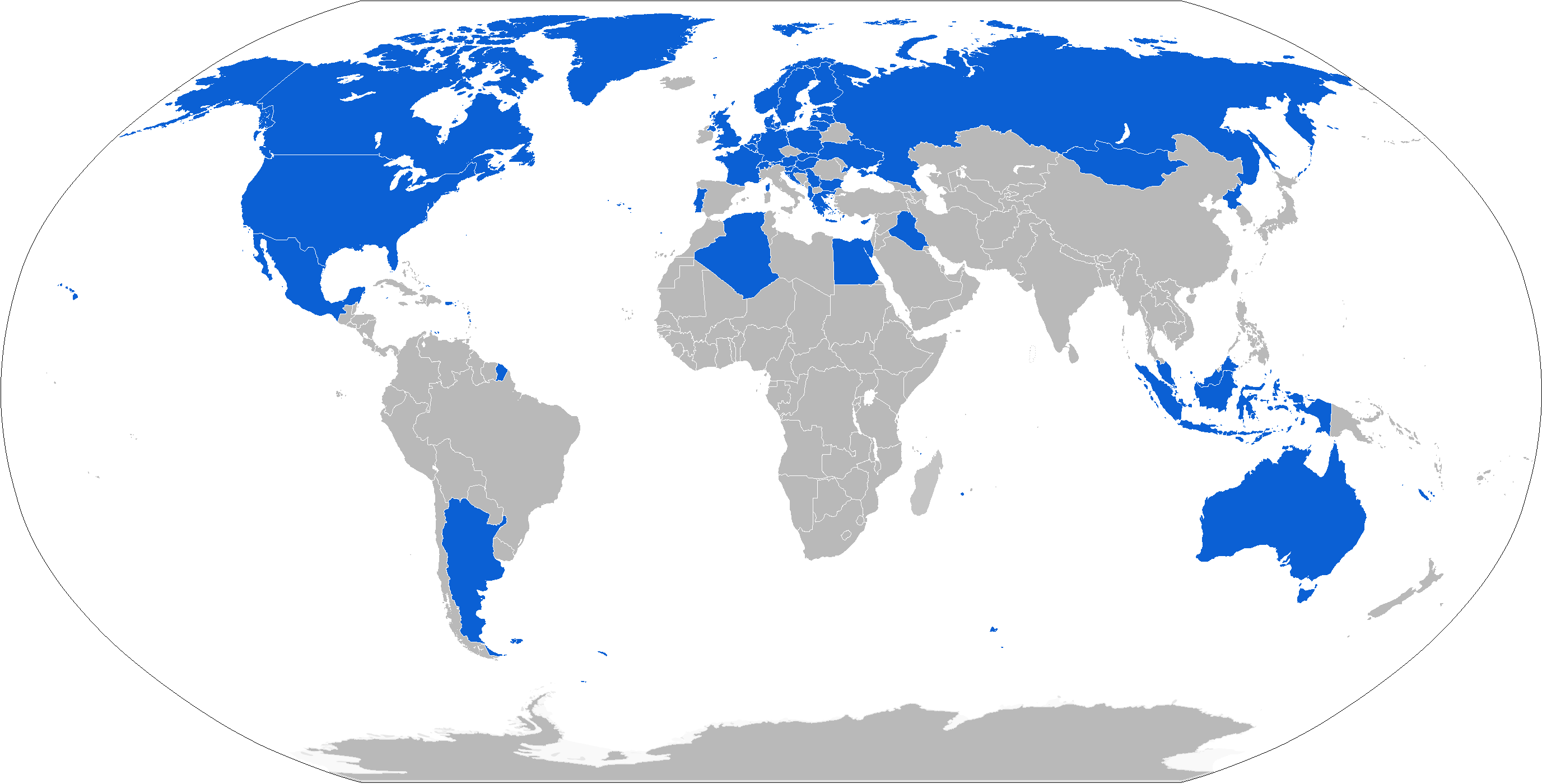
Gebruikers van Mercedes/Puch G en Peugeot P4

De Mercedes-Benz G ‘Wolf wordt als Interim Fast Attack Vehicle (IFAV) gebruikt door het United States Marine Corps (Force Recon en Marine Expeditionary Units.
Force Recon gebruikte voorheen het Desert Patrol Vehicle, ook bekend als Fast Attack Vehicles of FAV, die bekend zijn geworden door de Navy SEALs als hun "zwarte dune buggy". Dat voertuig had echter te weinig laadvermogen en vuurkracht, en werd vervangen door de 290GDT diesel 4×4 Wolf, in de VS ook G-wagon genoemd. Het voertuig werd voorzien van diverse wapens, onder andere de automatische 40 mm-granaatwerper mk19.

## Gebruikers
- ALB[59]
- ALG[bron?] (Peugeot P4)
- ARG (Argentijnse strijdkrachten; 1000 voertuigen)
- AUS (Australische strijdkrachten)
- AUT (Bundesheer; als " Puch G")
- BEL[bron?]
- BUL (Bulgaarse strijdkrachten; 600 voertuigen Puch[bron?] 270 CDI en G280 CDI)
- CAN (Canadese strijdkrachten, onder de voorlopige naam „G Wagon“)
- CHI (Chileense strijdkrachten, als " Puch G")[8]
- DEN (Deense strijdkrachten)
- EGY[bron?]
- EST (Estlandse strijdkrachten; onbekend aantal 250 G)
- FIN (Finse strijdkrachten; enkele Mercedes G300’s)
- FRA (Franse strijdkrachten, in Frankrijk in licentie geproduceerd als "Peugeot P4")
- GER (Bundespolizei; Bundeswehr)
- GRE (Griekse strijdkrachten, in licentie geproduceerd bij Hellenic Vehicle Industry (ELVO) in Thessaloniki)
- GBR[bron?]
- INA[60][61][bron?]
- IRI[bron?]
- CMR (Kameroenese strijdkrachten, 60 voertuigen)
- CRO[bron?] (Puch G)
- LAT (Letse strijdkrachten)
- LUX (Luxemburgse strijdkrachten; modelserie W460, model 300 GD van de eerste generatie)
- MAS (Maleisische strijdkrachten, onder de naam "GD 290")
- MGL[bron?]
- NED (Nederlandse krijgsmacht, 5500 voertuigen 290 GD en G280 CDI; Nationale Politie)
- NOR (Noorse strijdkrachten)
- POL (Poolse strijdkrachten; 250 voertuigen)
- POR[bron?]
- PRK (Noord-Koreaanse Volksleger; onbekend aantal van onbekende herkomst)[bron?]
- RUS[bron?]
- SLO[bron?] (Puch G)
- SRB[bron?] (Puch G)
- SUI (Zwitserse strijdkrachten, als " Puch G")
- SVK (Slowaakse strijdkrachten, Puch G)
- SWE (Zweedse strijdkrachten, als "Personterrängbil 5")
- UKR (Oekraïense strijdkrachten)
- (o.a. gepantserde varianten bij vredestroepen van de Verenigde Naties)
- USA (United States Marine Corps, 62 voertuigen 290 GD 1.5 ton als "Interim Fast Attack Vehicle" (IFAV))

## Foto’s

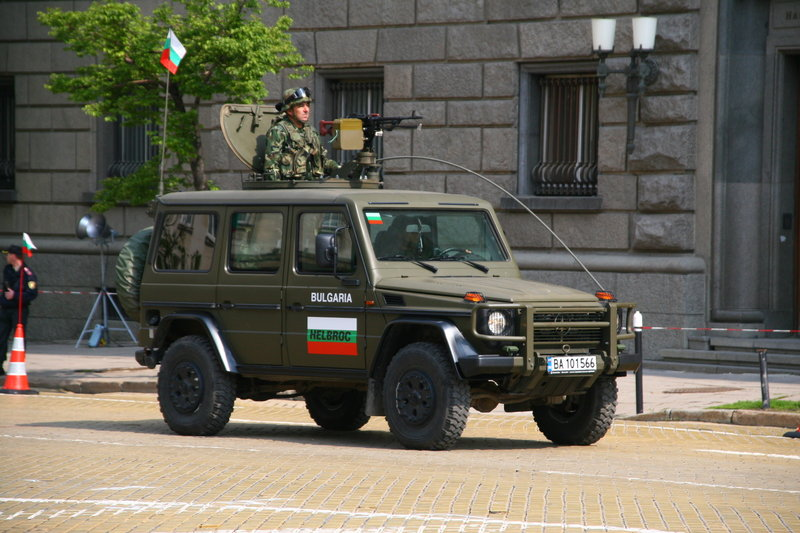
Wolf van het Bulgaarse leger
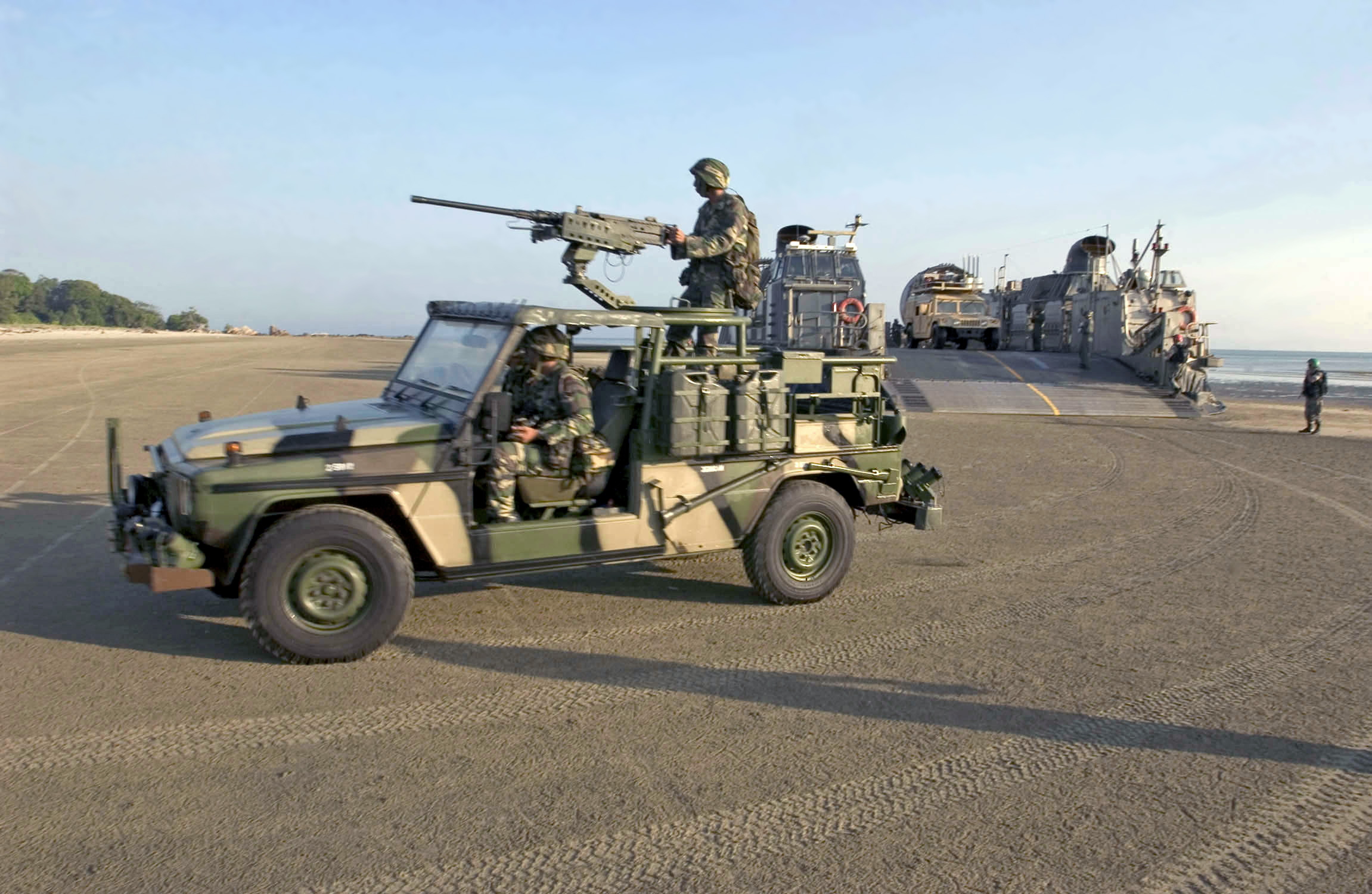
Maleisische290 GD met .50
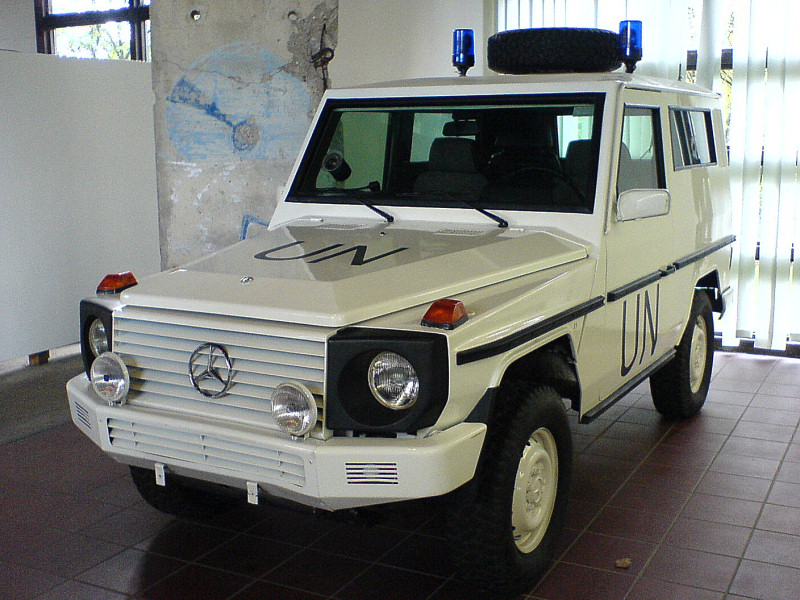
Gepantserde G280 GE van VN Vredestroepen
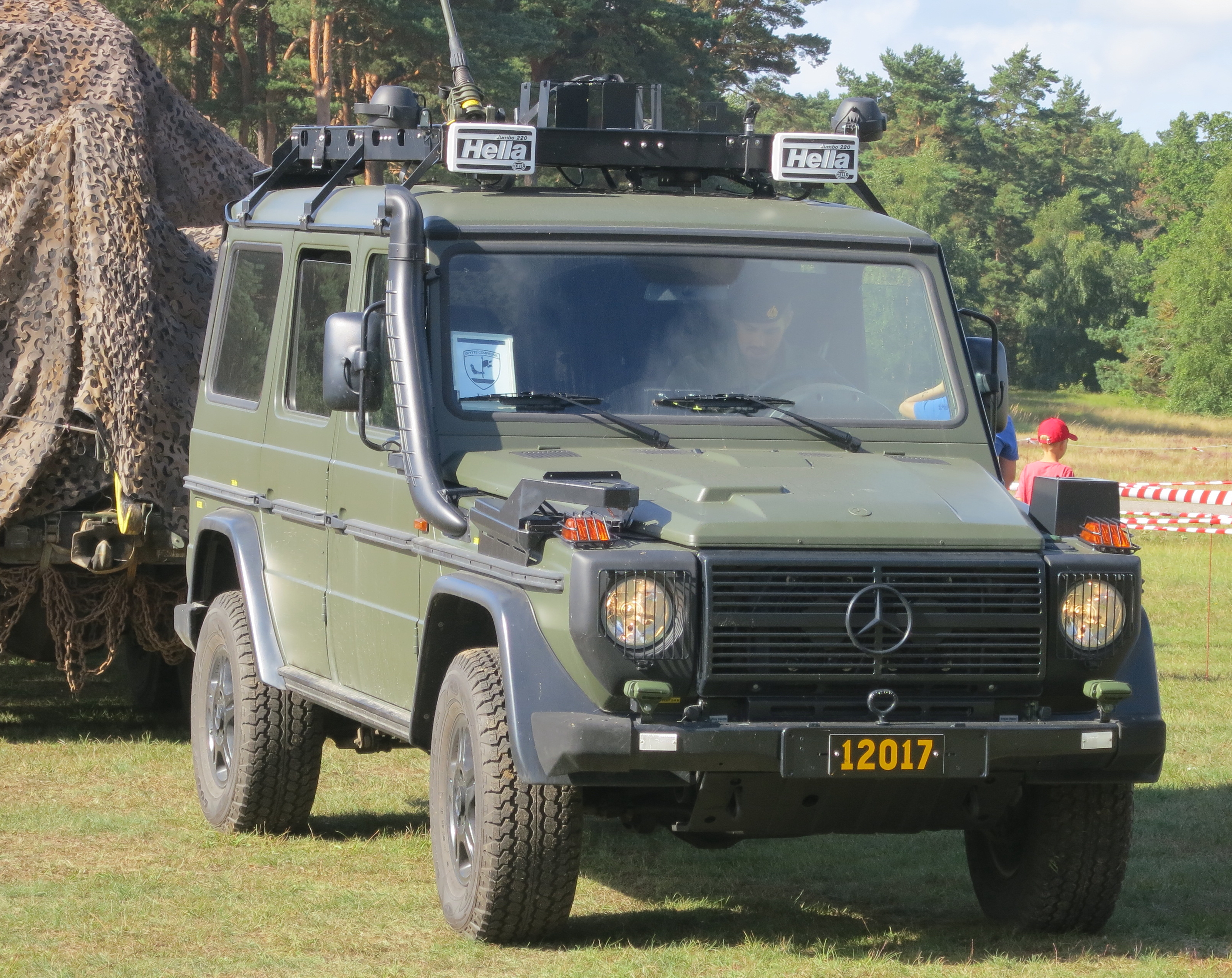
Wolf van het Zweedse Leger
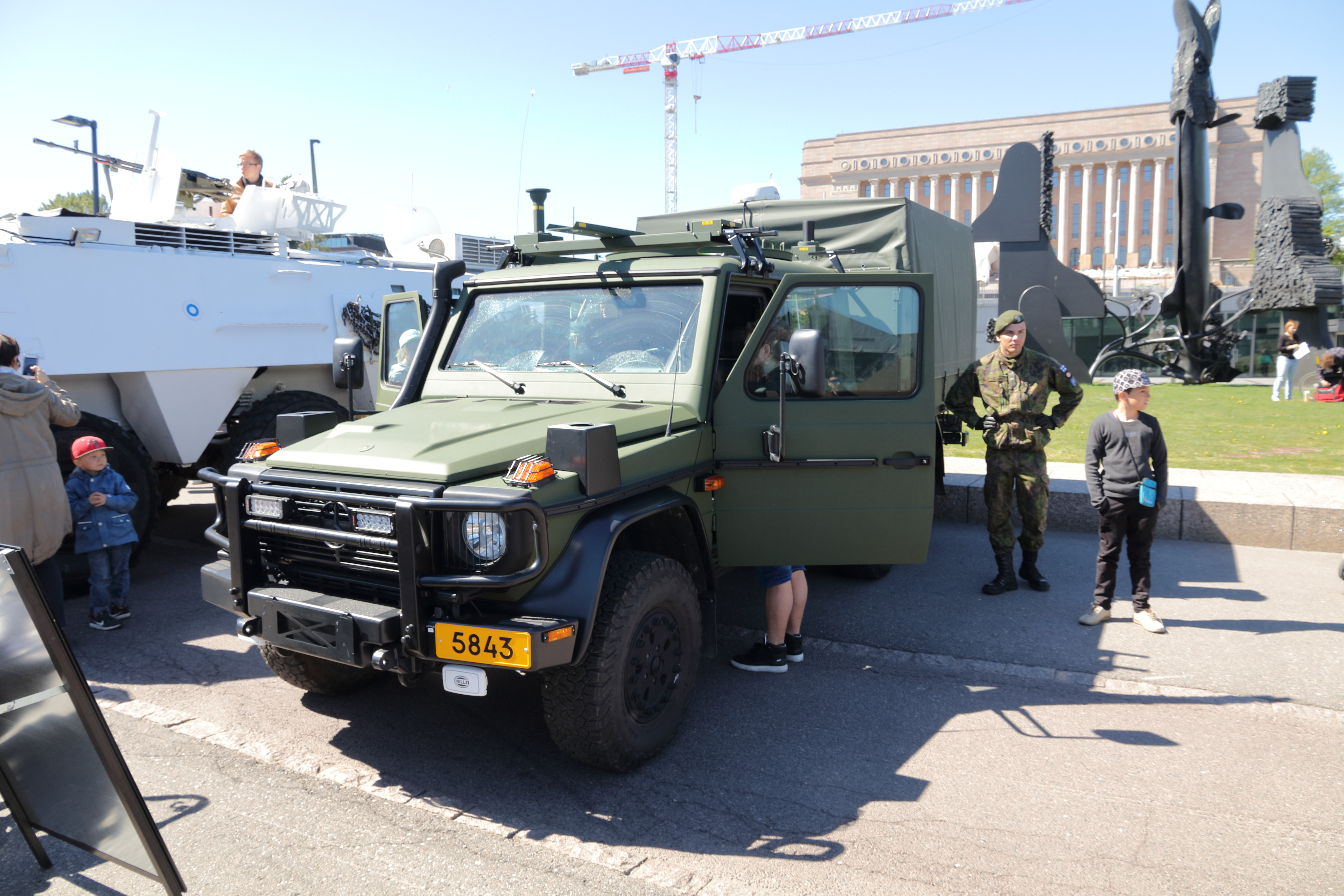
Finse Wolf 6x6
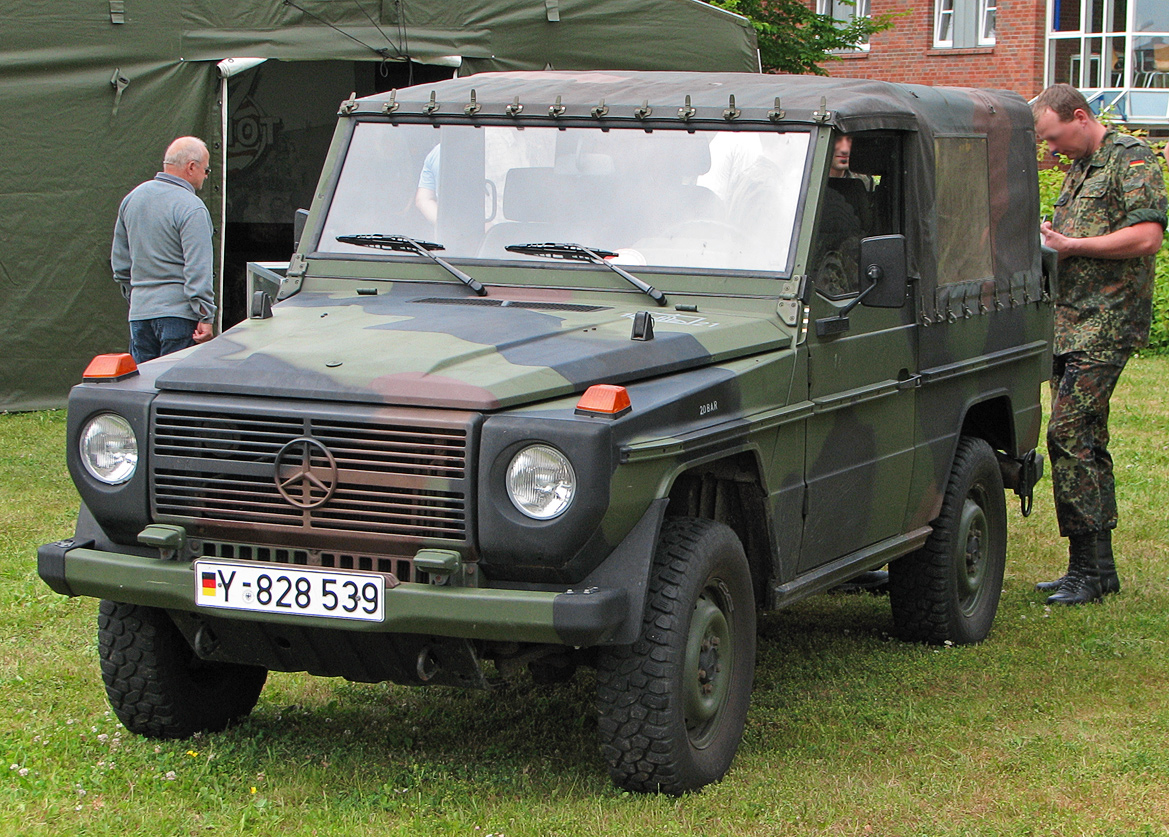
Wolf van de Duitse Bundeswehr
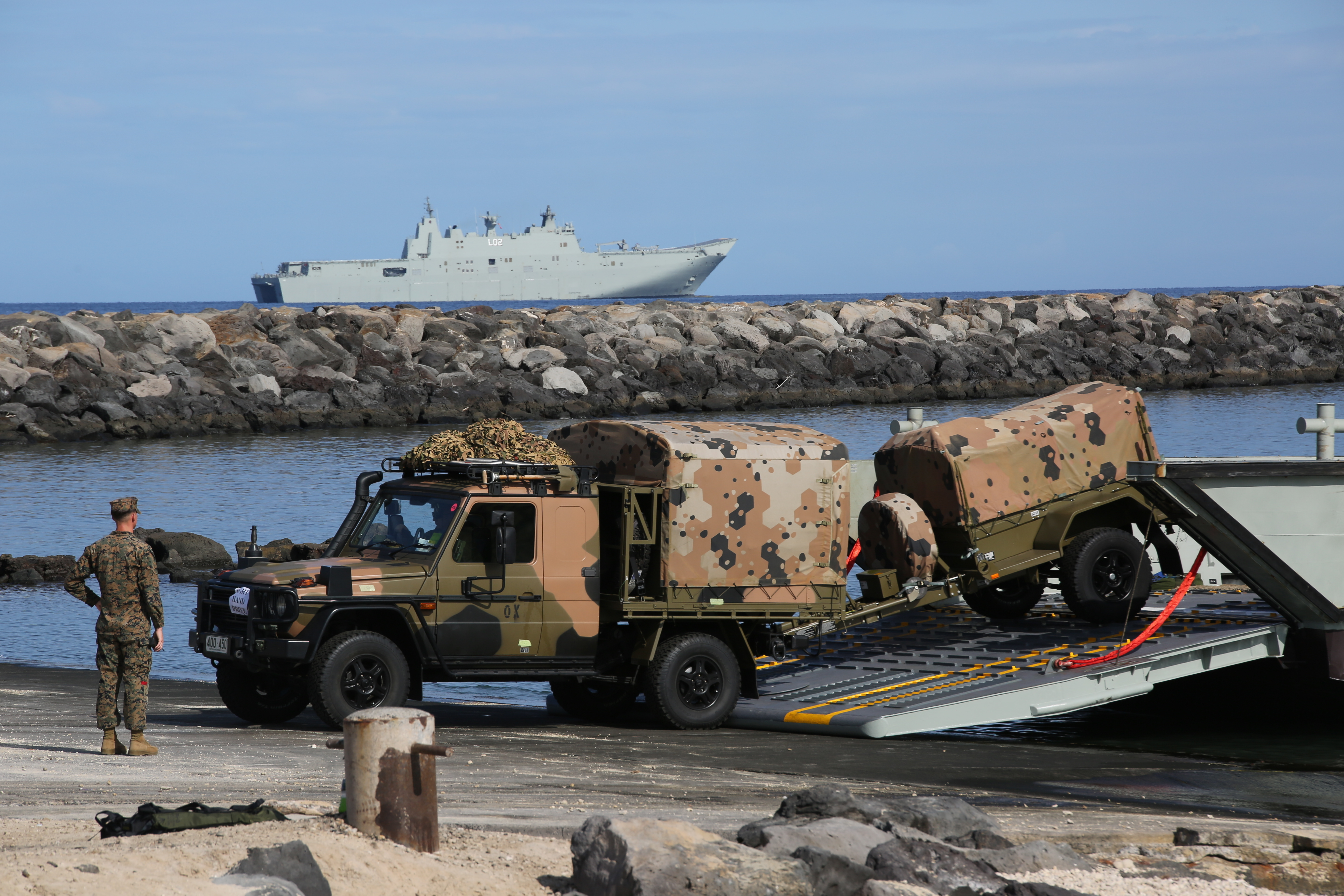
Australische militairen ontschepen met hun G-Wagon van de HMAS Canberra op Hawaï tijdens een oefening in 2016
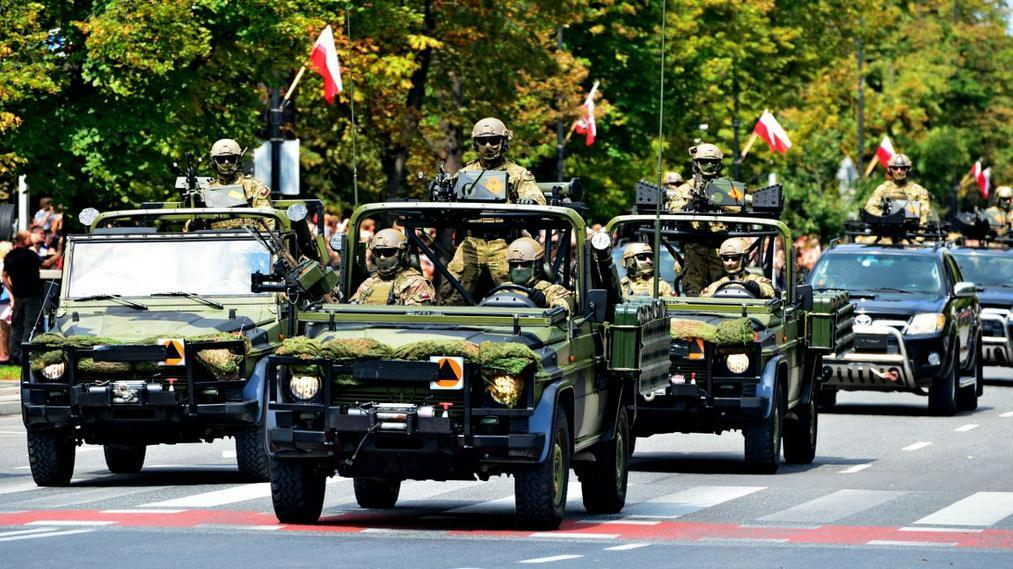
Wolf van het Poolse leger
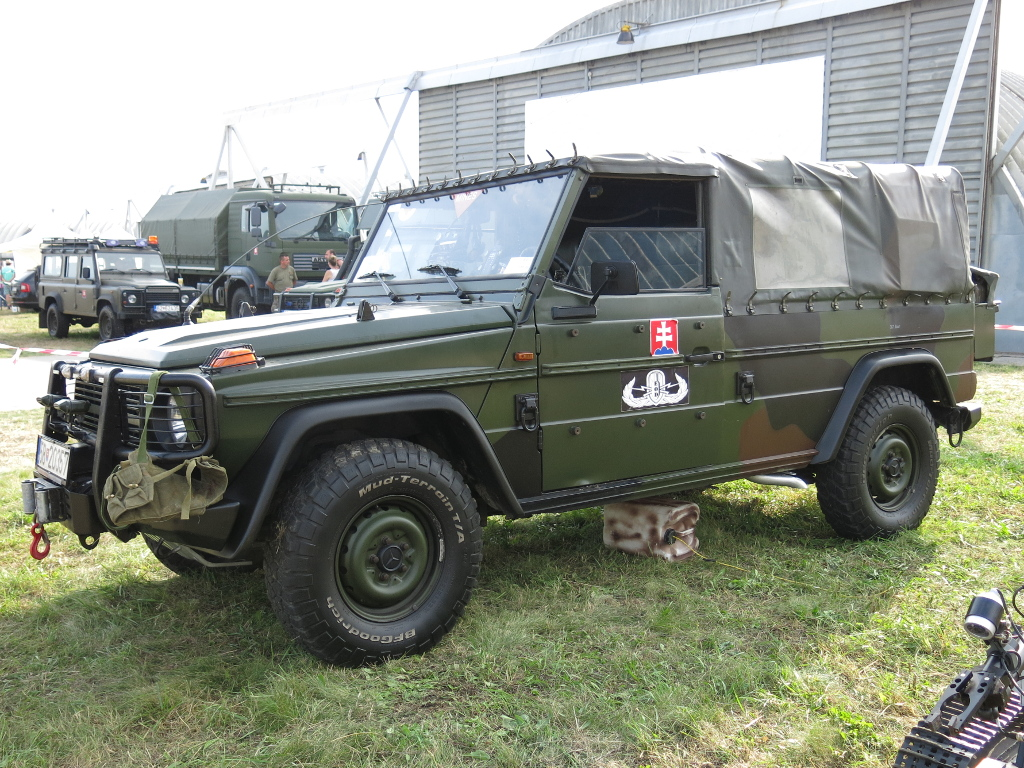
Wolf van het Slowaakse leger
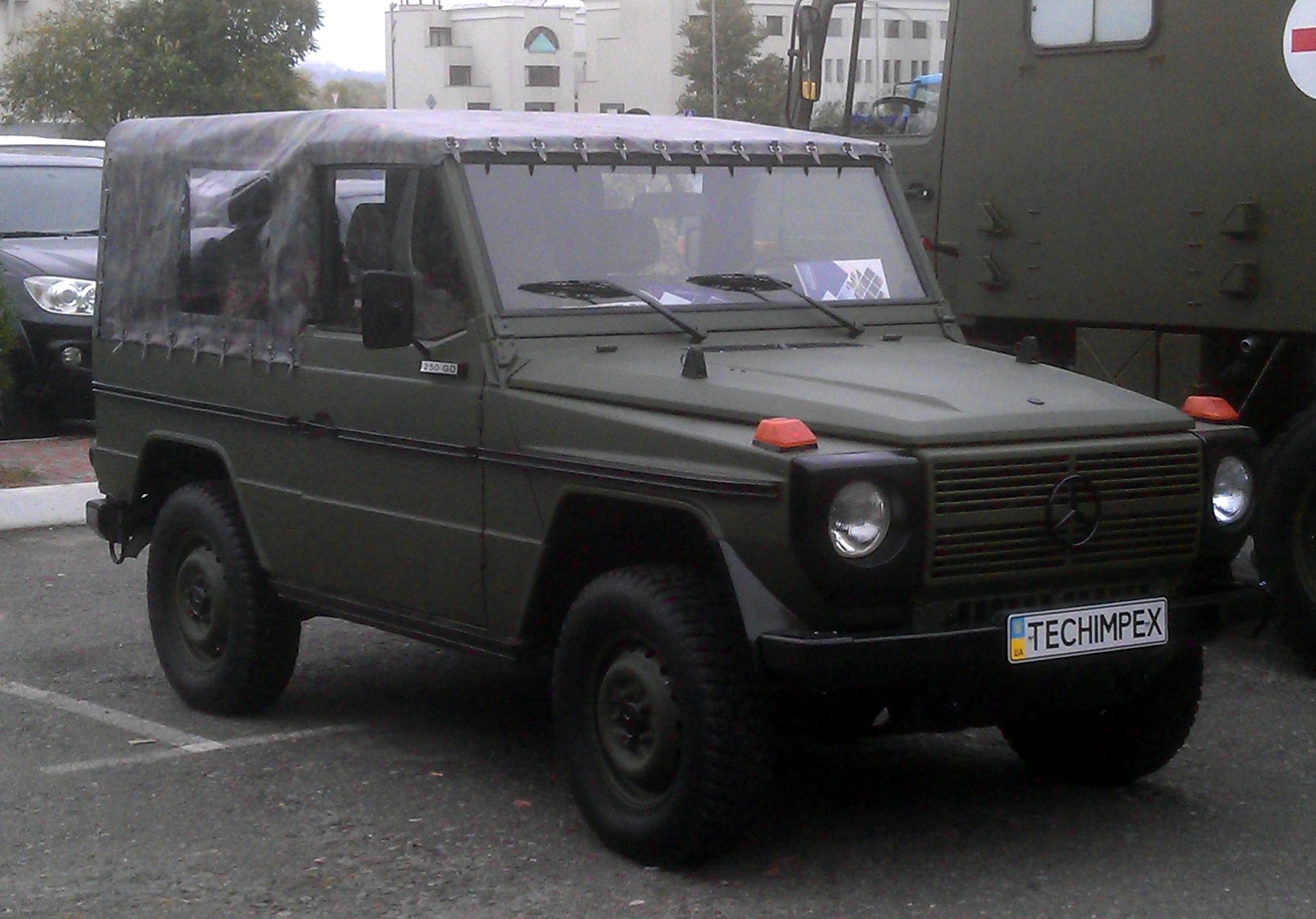
Wolf van het Oekraïense leger
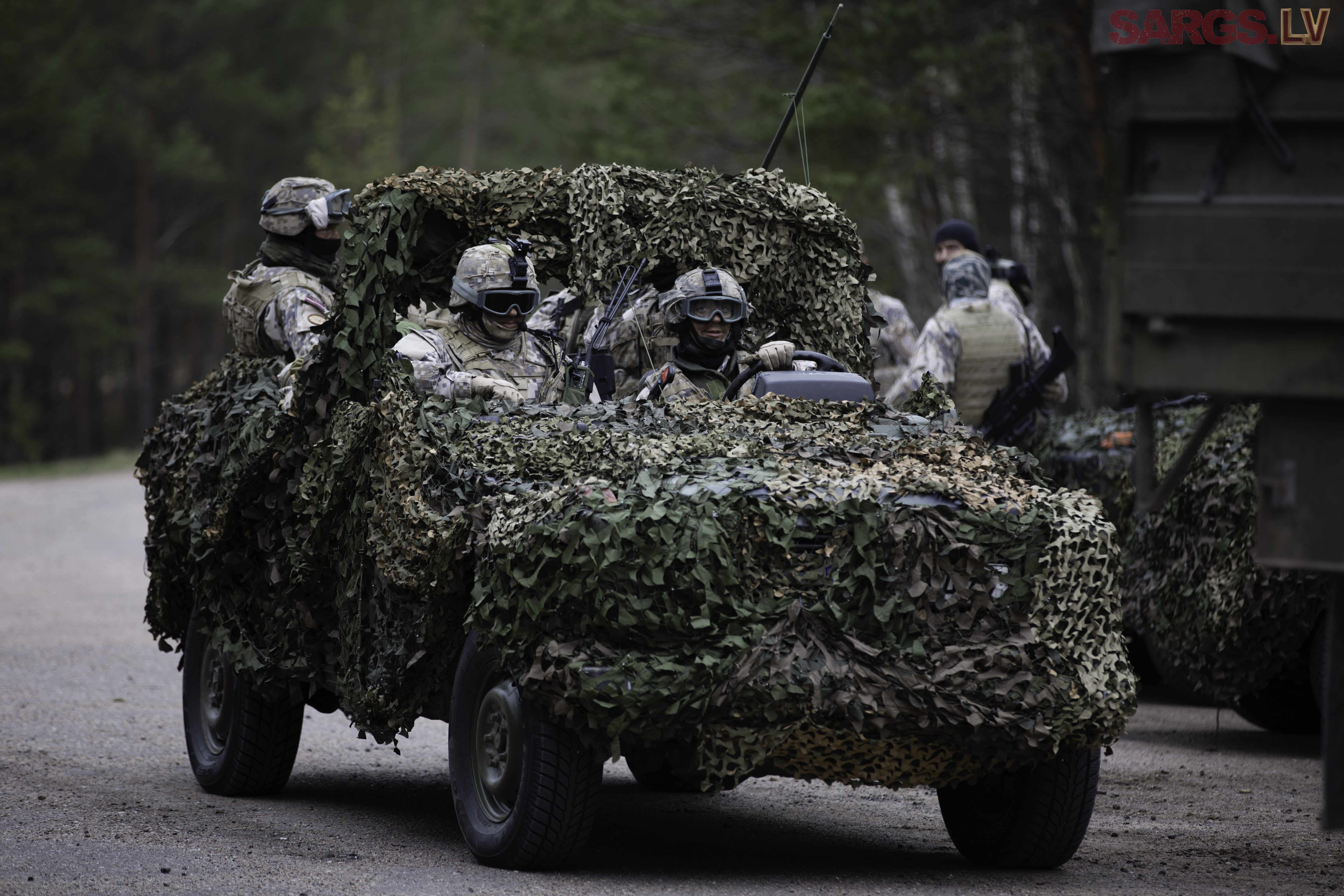
Wolf van het Letse leger
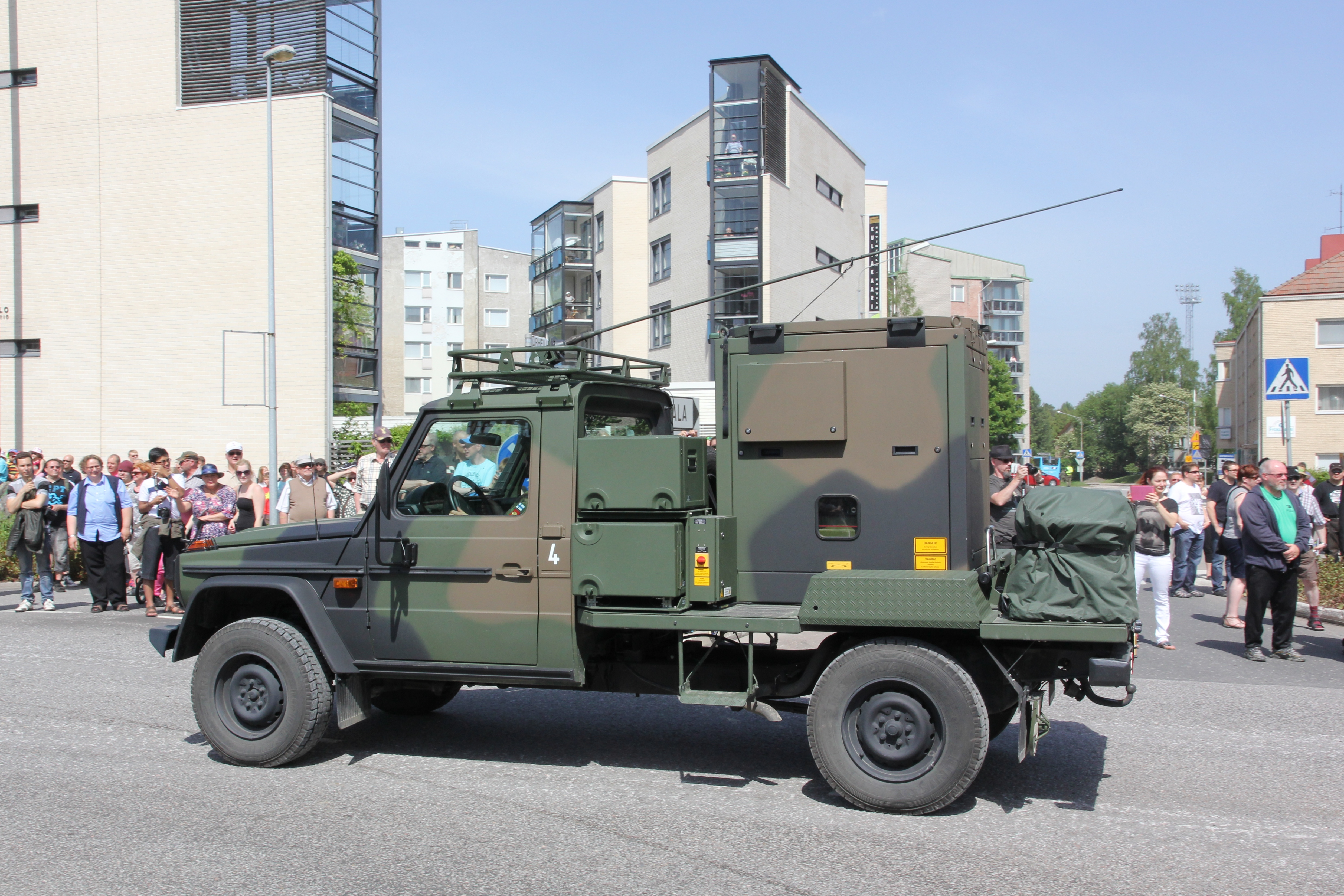
Finse Wolf met NASAMS installatie
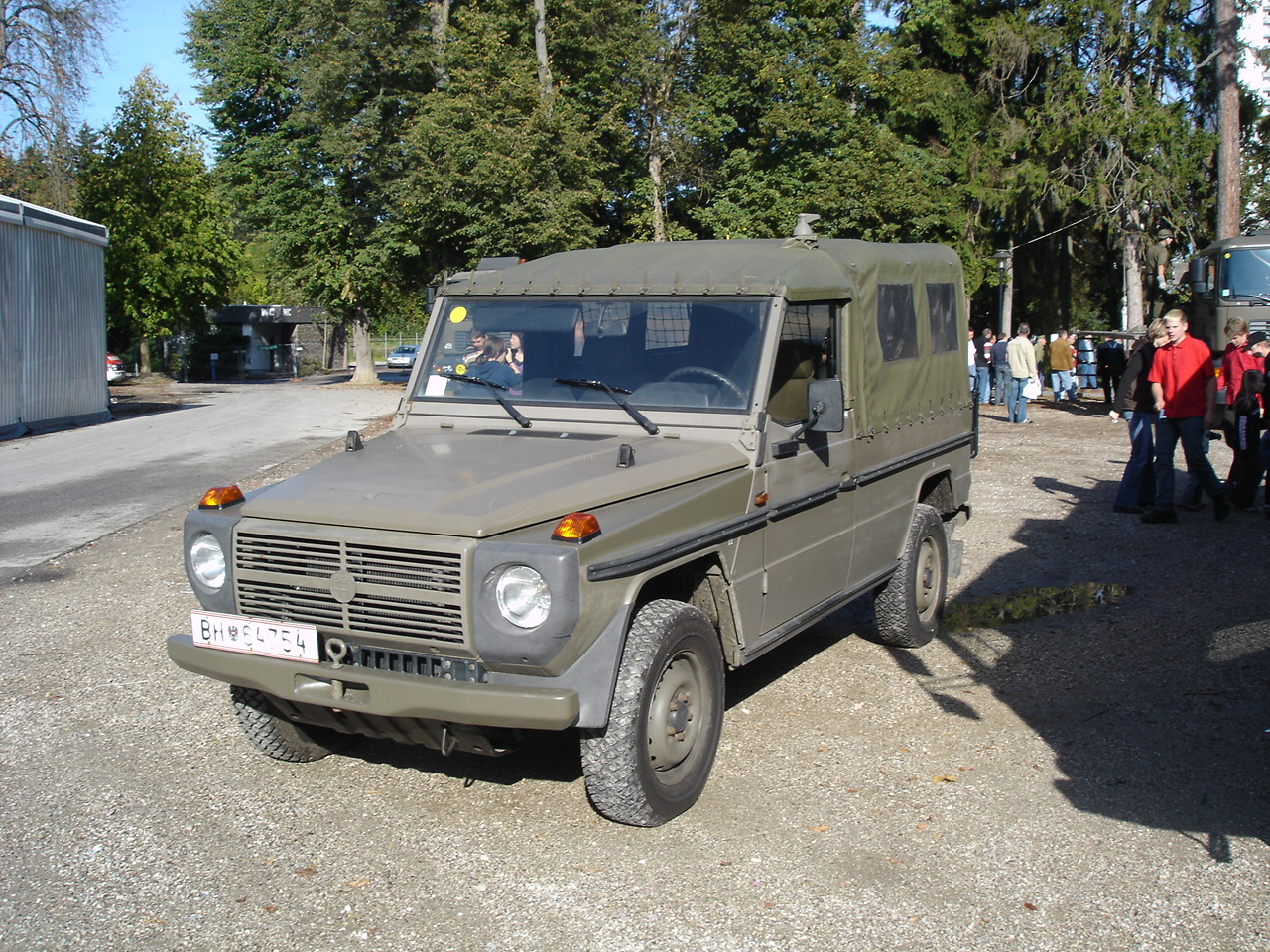
Puch G van de Oostenrijkse Bundesheer
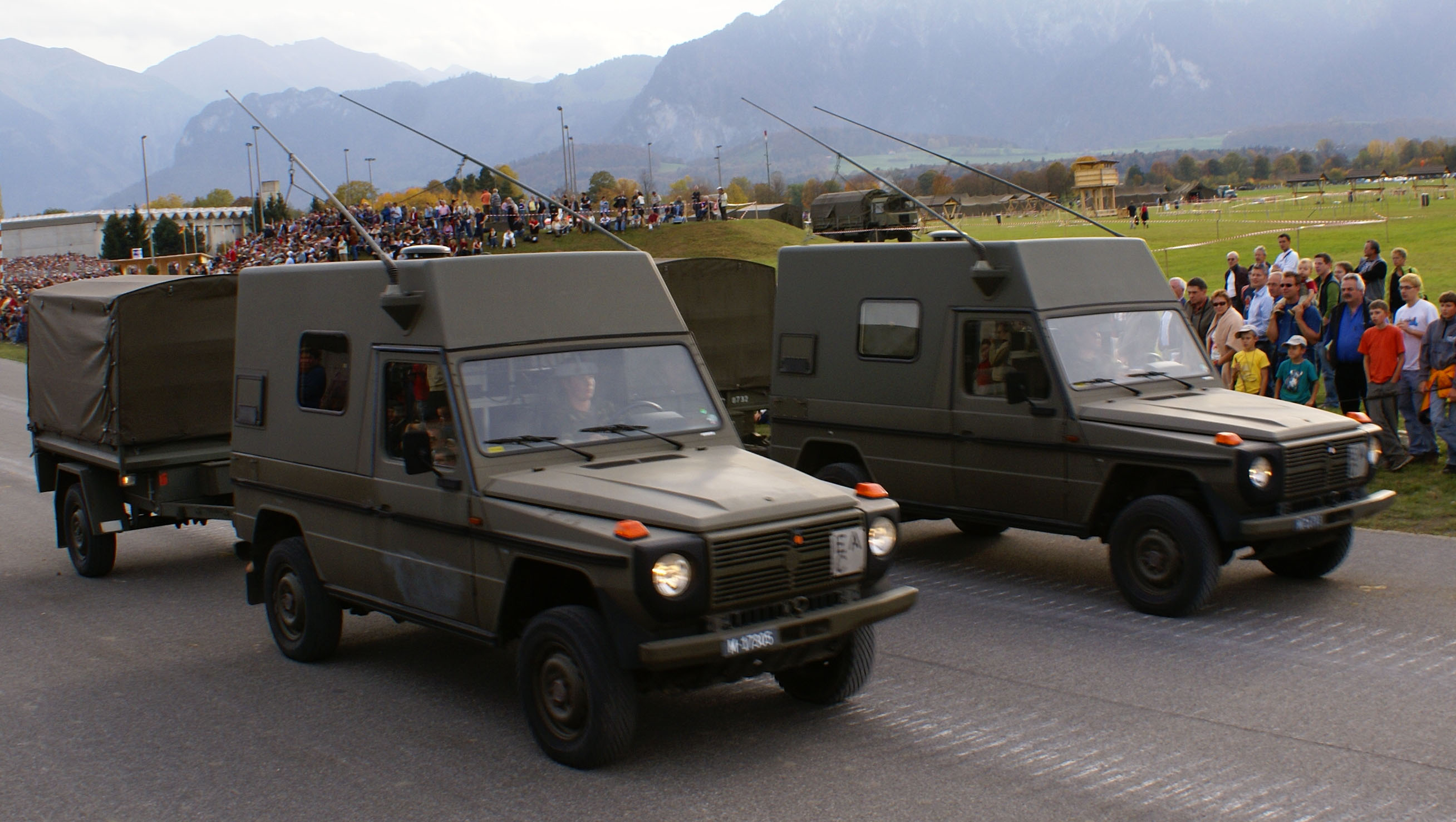
Puch van het Zwitserse leger
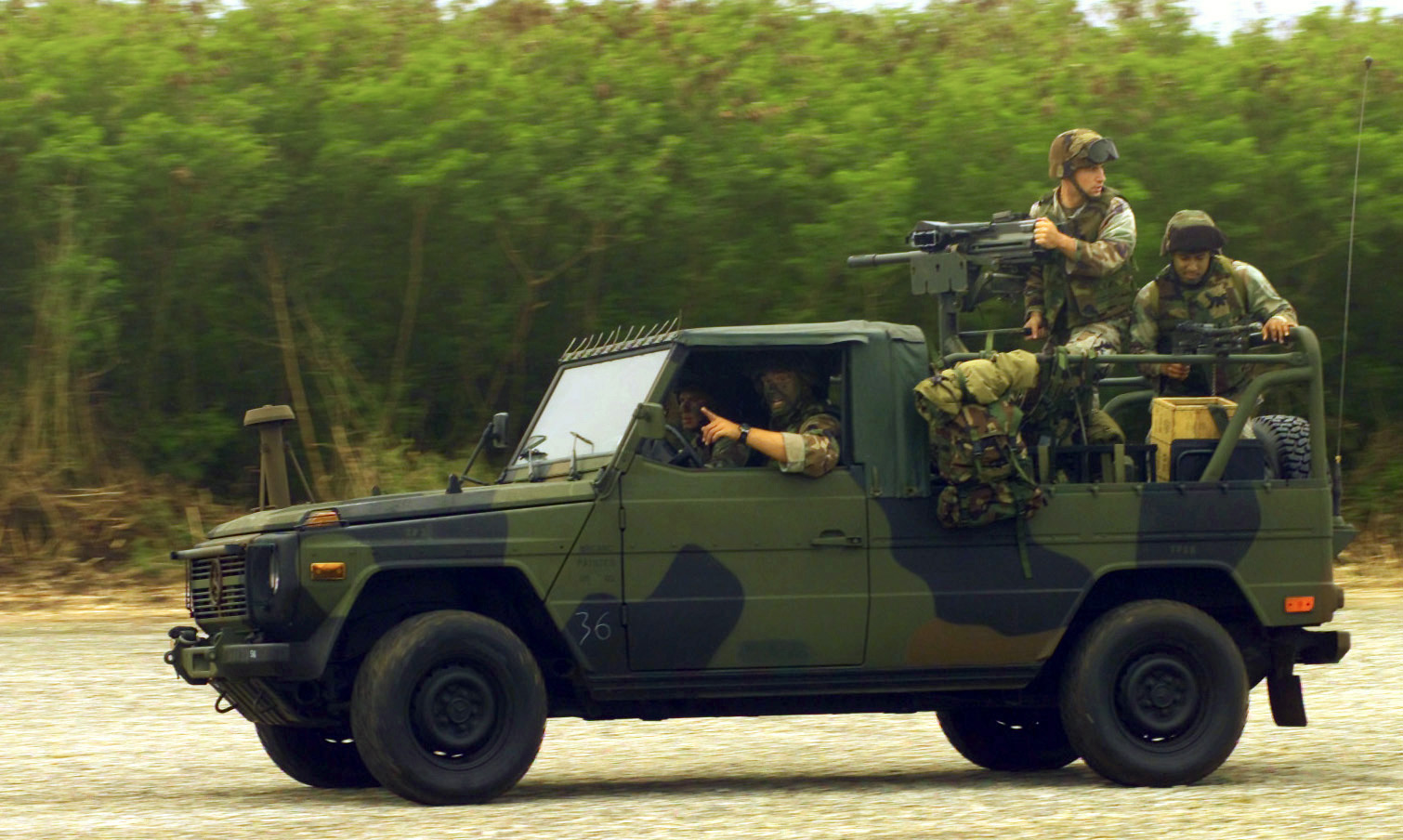
USMC Interim Fast Attack Vehicle (IFAV), bewapend met 40mm AGW m19
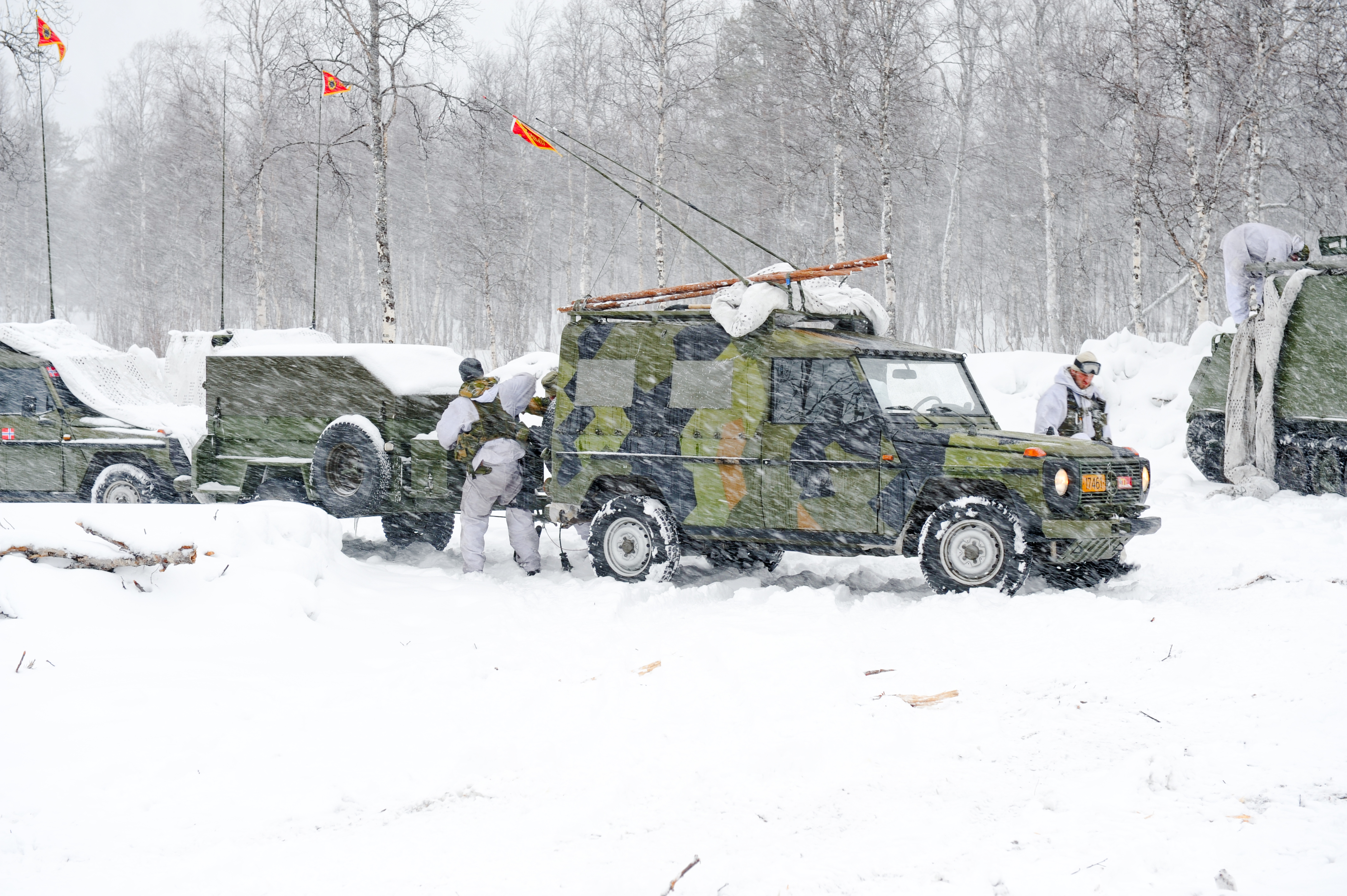
Wolf van het Noorse leger
240 GD lwb van het Noorse leger
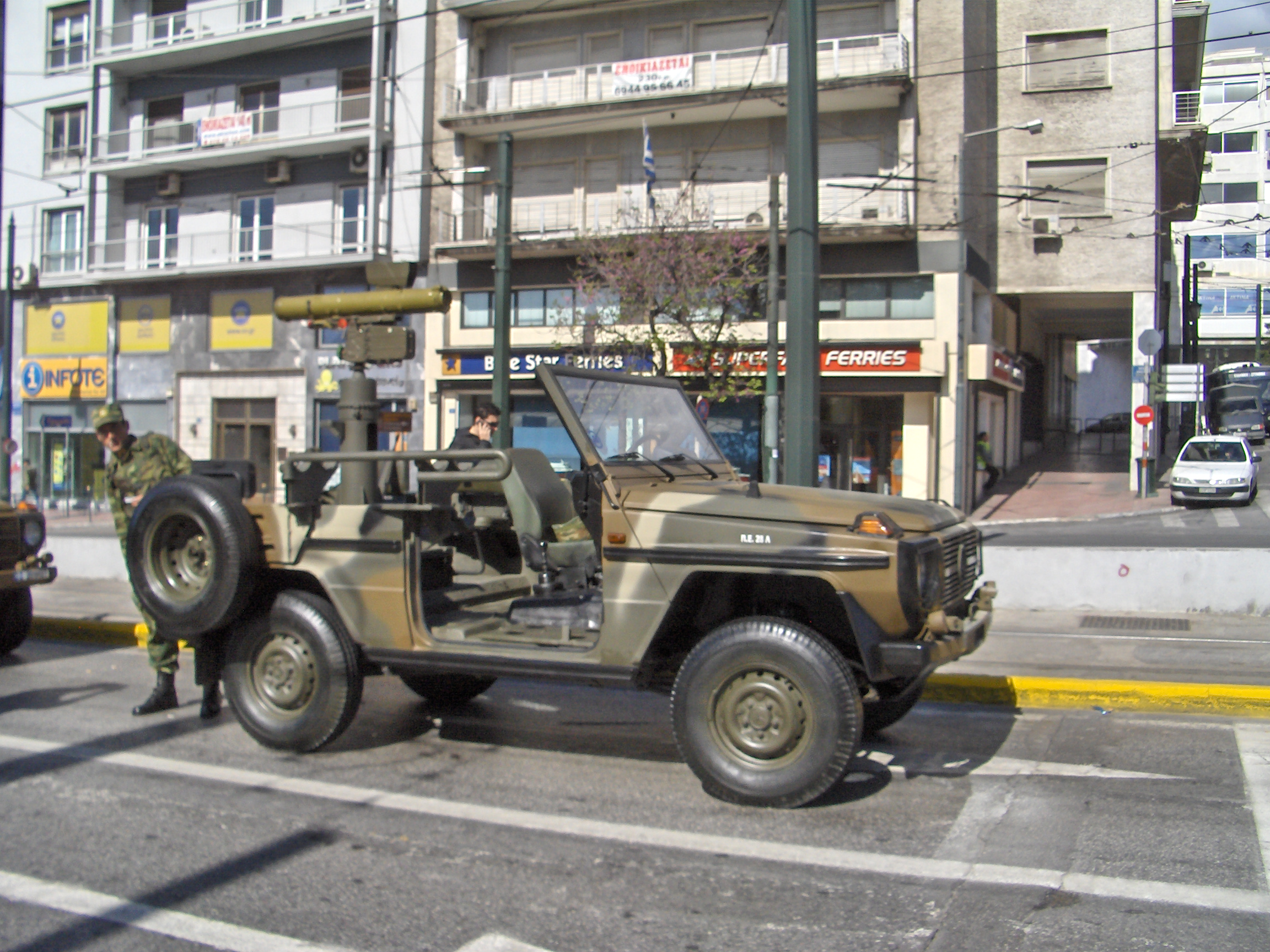
Griekse Wolf

## Trivia
- Uit de Wolf zijn verschillende andere speciale voertuigen ontwikkeld, zoals
  -  Daimler Chrysler "Serval LIV (SO)" (Light Infantry Vehicle (Special Operations)), ook wel Wolf AGF (Aufklärungs- und Gefechtsfahrzeug) genoemd. De Serval is gebaseerd op de Wolf 270 CDI en genoemd naar de Serval.
  -  ACS "Enok LAPV" (Light Armoured Patrol Vehicle) van het Duitse Armoured Car Systems GmbH uit Aichach. Enok is een andere naam voor Wasbeerhond.
  -  "Puch Sandviper G290LP SOV" (Special Operations Vehicle), genoemd naar de Zandadder.
- De Oostenrijkse acteur Arnold Schwarzenegger kocht het eerste G voertuig, een Puch G, in de VS.
- Voor het bezoek van Paus Johannes Paulus II aan Oostenrijk in 1983 werd het Mercedes-embleem op de Mercedes G pausmobiel vervangen door het Puch-embleem

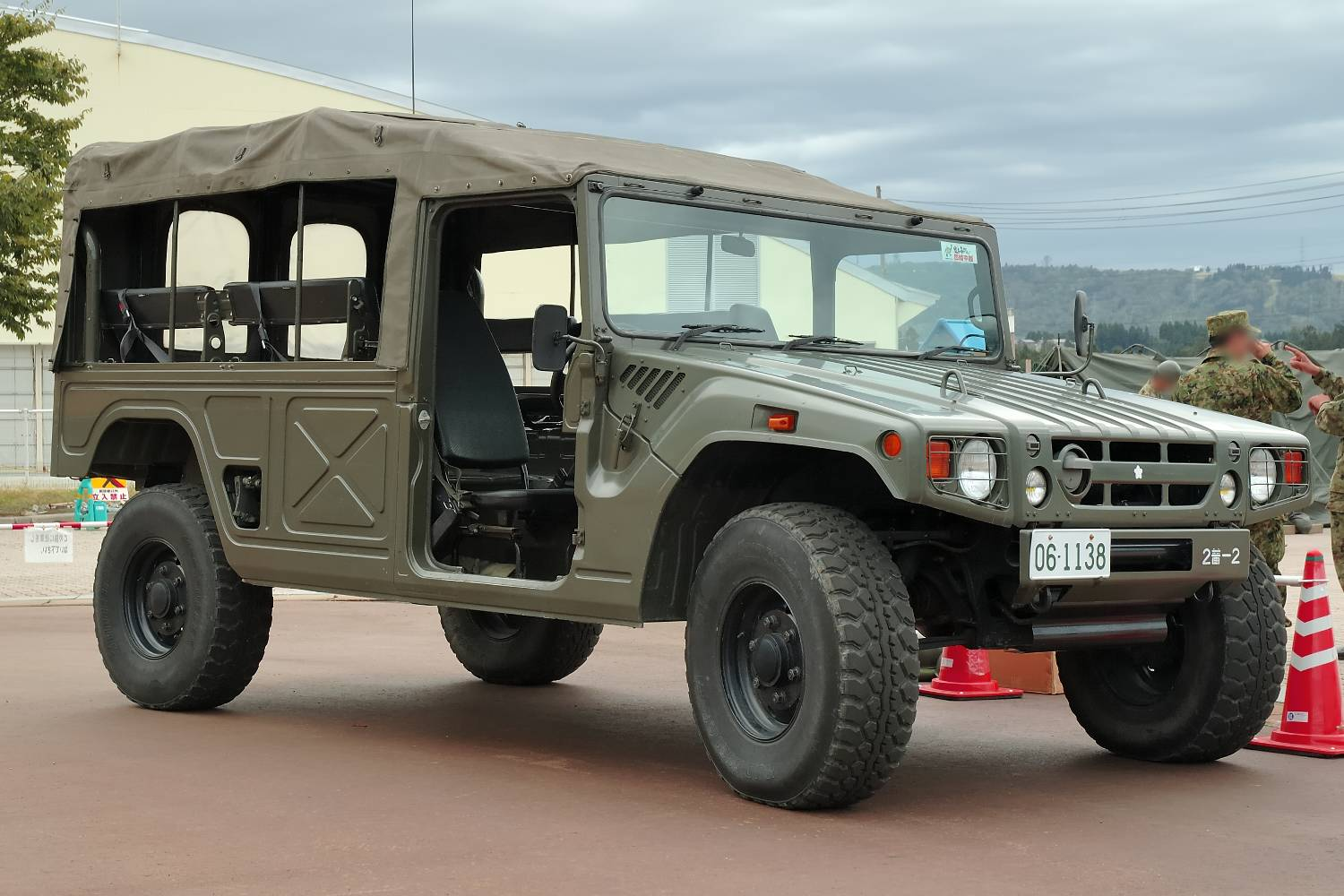
Toyota Koukidousha van de Japanse Zelfverdedigingstroepen

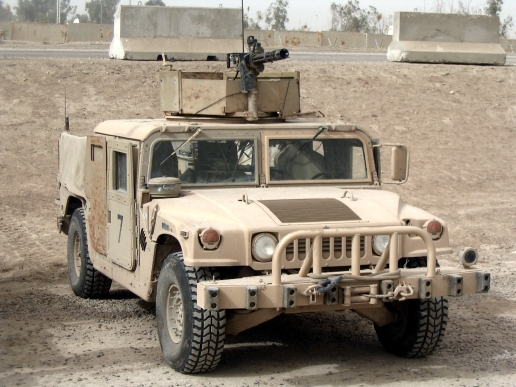
HMMWV

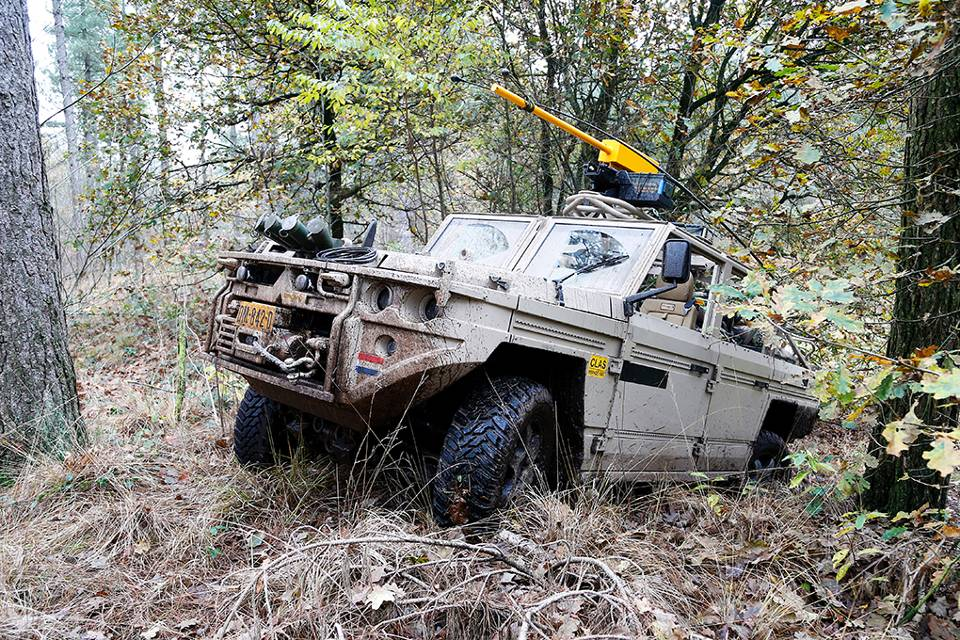
Vector ATTV